# Хронология вторжения России на Украину (июль 2022)
Данная статья является частью хронологии широкомасштабного вторжения РФ на Украину и описывает события, произошедшие в июле 2022 года.

## Июль

### 1 июля
Ночью Россия нанесла ракетный удар по базе отдыха и жилому дому в Сергеевке, курортном городке в Одесской области. Сообщалось о гибели 21 мирного жителя, включая ребёнка, 38 человек пострадали. Украинские власти заявили, что удар был нанесён ракетами Х-22. Ракета того же типа ранее попала в многолюдный торговый центр в Кременчуге, убив 20 человек. Иностранные комментаторы в очередной раз отметили, что использование ракет сравнительно низкой точности, разработанных ещё в 1960-х годах, может свидетельствовать об исчерпании российских запасов современного высокоточного оружия.
Украинский Forbes оценил совокупные финансовые потери России от сражений за остров Змеиный в 950 млн долларов, учтя затопление ракетного крейсера «Москва» и 4 кораблей меньшего размера, уничтожение 8 ЗРК, вертолёта Ми-8 и комплекса РЛС.
Власти ЛНР заявили об установлении контроля над Привольем и Шипиловкой — западными окраинами Лисичанска. Российские войска продолжил наступление к югу и юго-западу от Лисичанска с целью окружить город и перерезать пути снабжения ВСУ. Посол ЛНР в России Родион Мирошник заявил, что они создали плацдарм в северо-восточной части Лисичанска и начали продвижение к центру города.
Советник мэра Мариуполя заявил об обнаружении в городе новой братской могилы, где захоронены более 100 человек. В ДНР предъявили обвинения по статьям о наёмничестве и насильственном захвате власти ещё двум украинским военнослужащим британского происхождения — Дилану Хилли и Эндрю Хиллу. У здания академии МВД в Донецке прошёл спонтанный митинг против мобилизации студентов и выпускников в силы ДНР. Власти Донецка начали выдавать российские паспорта и сменили код города на российский +7 (856).
Государственный ВЦИОМ заявил об увеличении рейтингов поддержки и одобрения Путина по итогу 4 месяцев с начала войны. В Госдуму внесли проект поправок к законам о поставках ВС РФ, которые запретят российским компаниям отказываться принимать военные заказы, позволят российским властям в одностороннем порядке менять положения контрактов и условия труда сотрудников. На Украине начал действовать визовый режим для россиян. Владимир Зеленский встретился с Киеве с премьер-министром Норвегии Йонасом Гаром Стере. Тот пообещал выделить 1 млрд евро на восстановление Украины после войны.

### 2 июля
Вооружённые силы Украины предположительно отошли из Лисичанска, чтобы избежать окружения, что позволило российским войскам занять районы города. Российские войска продолжили атаки к юго-западу от Лисичанская и заняли позиции в селе Верхнекаменка в 15 км от города. Атаки ВС РФ к северу от Славянска не имели успеха. По заявлениям местных властей, в течение дня российские войска обстреливали населённые пункты Луганской и Донецкой областей, начался пожар на одной из самых больших подстанций Украины — «Донбасская 750» в Бахмутском районе. От обстрелов пострадали Николаев и Павлоград.
Минобороны Великобритании вновь обратило внимание на применение Россией для поражения наземных целей (например, в Одессе или Кременчуге) противокорабельных ракет, имеющим малую точность и приводящих к большому сопутствующему ущербу. По мнению ведомства, это указывает на дефицит современного высокоточного оружия.
В порту Бердянска был поднят большой десантный корабль «Саратов», ранее потопленный в результате украинского ракетного удара.
Мэр Мариуполя заявил, что в тюрьмах и лагерях на территории ДНР находится до 10 тысяч жителей города. Офис Генерального прокурора Украины заявил о гибели 344 детей с начала войны и травмировании более 640. The Guardian сообщил, что оккупационные власти требуют от украинских учителей перейти на российские стандарты обучения. Во Львове началась подготовка к возможному вторжению со стороны Беларуси: создание штаба и формирование подразделений территориальной обороны.

### 3 июля
Через несколько часов после того, как российские военные объявили о своей победе в Лисичанске, ВСУ признали, что вывели из города свои силы. Генштаб ВСУ отметил, что в условиях многократного превосходства ВС РФ в артиллерии, авиации, РСЗО, амуниции и численности личного состава продолжение обороны было нецелесообразно. Лисичанск был последним городом Луганской области, контролировавшимся ВСУ, с его потерей Россия установила полный контроль над регионом. Представители самопровозглашенной ЛНР заявили о начале боев за Северск.
В Белгороде ночью произошла серия взрывов, погибло пять гражданских, трое из них — граждане Украины. Повреждения получил 21 многоквартирный дом и 40 частных домов. Российские власти обвинили в обстреле украинскую сторону. Conflict Intelligence Team и военные эксперты обратили внимание на застрявшую в одном из зданий разгонную ступень ракеты российского ЗРПК «Панцирь-С1», не стоящего на вооружении Украины. Также власти Курской области заявили об уничтожении двух украинских БПЛА на подлёте к региональному центру.
Российские войска нанесли ракетный удар по Харькову, в результате обстрелов Славянска из РСЗО погибло 6 человек, ранены 15. ВСУ обстреляли российские военные объекты в Мелитополе. Местное информационное агентство также сообщило о подрыве моста, который российские войска использовали для снабжения войск, вывоза зерна и металла.
По заявлениям украинской стороны, турецкие власти задержали российское судно, перевозившее груз украинского зерна. Премьер-министр Австралии посетил Ирпень, Бучу и Гостомель. Минобороны США включило в новый пакет военной помощи Украине системы противоракетной обороны NASAMS.

### 4 июля
Российские войска продолжили наступление к востоку от Бахмута и на северо-западе от Славянска. Российские штурмы к северу от Харькова закончились неудачей или принесли скромные результаты. ВС РФ заняли господствующие высоты вокруг села Новосёловка Вторая в районе Авдеевки. Украинские силы нанесли удары по российским складам боеприпасов в Дубравном Харьковской области (недалеко от линии фронта) и Снежном Донецкой области (примерно в 75 км от линии фронта), предположительно, с использованием систем HIMARS.
Глава Луганской области отметил, что силы ВСУ продолжают контролировать небольшую часть региона, где возводят оборонительные укрепления. По его оценке, на территориях, которые украинские военные обороняли в последние недели, в ходе российского наступления были разрушены 60 % жилого фонда и 90 % инфраструктуры, а Лисичанск покинули 90 % жителей.
За захват Луганской области Владимир Путин присвоил звания Героев России генерал-майору Эседулле Абачеву и генерал-полковнику Александру Лапину. Последний получил широкую известность после того, как наградил медалью Жукова собственного сына, под командования которого танковый полк потерял половину техники и личного состава в ходе неудачного наступление на Киев и Чернигов.

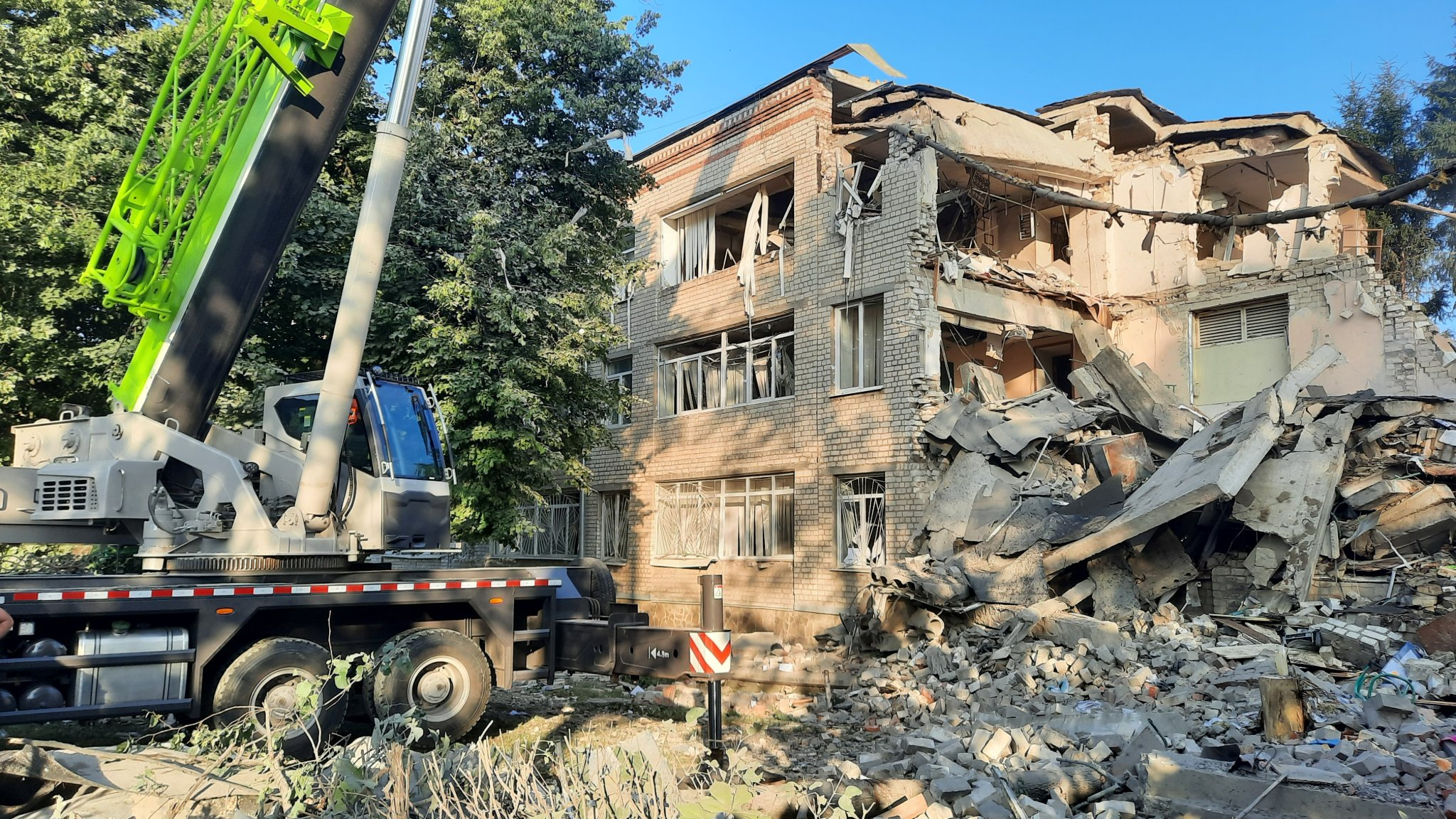
Гимназия в Харькове после обстрела 4 июля

Продолжились обстрелы украинских населённых пунктов. Под удар попали Харьков и область, Черниговская и Николаевская области. В Сумской области пострадали 5 общин и Атинский психоневрологический диспансер. В ходе масштабных обстрелов Донецкой области погибли 9 мирных жителей, более 25 были ранены.
Минобороны Великобритании отметило, что на фоне сезона сбора урожая российское вторжение оказывает разрушительное влияние на сельское хозяйство Украины, а блокада Одессы препятствует экспорту. Ведомоство предположило, что по итогам года экспорт сельхозпродукции из Украины вряд ли превысит 35 % от объёма 2021 года. Жители Литвы собрали с помощью краудфандинга 5 млн евро для покупки БПЛА Bayraktar TB2 для ВСУ.

### 5 июля
Российские войска продолжили наступление к северо-западу и востоку от Славянска, мэр города призвал мирных жителей эвакуироваться. Также российские войска продвигались на запад от Лисичанска в направлении Северска и к юго-востоку от Бахмута. Продолжились обстрелы позиций ВСУ на харьковском направлении и удары по военной инфраструктуре за линией фронта на херсонском и запорожском направлениях.
Минобороны Великобритании отметило, что российская армия вероятно достигла более эффективной координации, которая позволила ей относительно быстро захватить Лисичанск и заявить о прогрессе в достижении политической цели по захвату Донбасса. По оценке ведомства, украинские силы отошли в хорошем состоянии на более удобные для обороны рубежи: удерживаемый ранее район Северодонецка и Лисичанска представлял собой выступ, который российские войска могли атаковать одновременно с трёх сторон.
Российские войска обстреляли Славянск, загорелся центральный рынок города. В результате ночного удара были разрушены лицей и техникум в Харькове. Днепропетровская область подверглась ракетному удару, одна из ракет упала в частном секторе города Покров. В Донецке произошёл взрыв на российском складе боеприпасов. Власти Курской и Брянской областей заявили об обстрелах со стороны Украины.
The Insider выпустил материал о децентрализованных группах сопротивления, которые организуют поджоги военкоматов и аварии поездов с военными поставками для российской армии на Украине. Сообщения о диверсиях на железной дороге стали появляться почти каждый день после начала войны. Только по информации СМИ, с марта по июнь 2022 с рельс сошли 63 товарняка — в 1,5 раза больше, чем годом ранее, причём география переместилась на запад России, а некоторые аварии случились рядом с военными частями. Диверсанты вдохновляются опытом рельсовой войны в Беларуси, организуют поломки рельс, подрывы мостов и порчу оборудования, чтобы помешать российской армии вести войну на Украине.
Оккупационные власти Херсонской области объявили о начале работы постоянного правительства под руководством бывшего сотрудника ФСБ, экс-вице-премьера Калининградской области Сергея Елисеева. Власти ДНР предъявили обвинения в наёмничестве гражданину Швеции, взятому в плен на «Азовстали», сам обвиняемый отрицал участие в боевых действиях. Российские власти разъяснили, что для получения статуса ветерана боевых действий гражданским лицам будет достаточно одного дня командировки на оккупированную территорию Украины.
Главы МИД Финляндии и Швеции подписали протоколы о вступлении в НАТО. После новостей Россия начала отводить военную технику от финской границы. Предположительно, для переброски на Украину. ОЗХО в публичном заявлении раскритиковала Россию за безосновательные обвинения в разработке Украиной химического оружия. Верховный комиссар ООН по правам человека представила промежуточный доклад о нарушении прав человека на Украине во время войны: на 3 июля ООН мог подтвердить гибель или ранение 10 тысяч мирных жителей, гибель 17 журналистов и травмирование 14, более 8 млн внутренних беженцев, разрушение более 400 медучреждений и учебных заведений.

### 6 июля
По утверждению Института изучения войны, впервые с момента вторжения Россия не объявила о территориальных приобретениях, что позволило говорить о наступлении оперативной паузы. ВС РФ продолжили продвигаться на запад в сторону Северска от границы Луганской и Донецкой областей, вели наступательные операции северо-западнее и восточнее Славянска. Минобороны Великобритании отметило, что российские войска вероятно продвинулись на 5 км в сторону Славянска по трассе Е40 и остановились в 16 км к северу от города. Генштаб ВСУ сообщил об отражении российского наступления в направлении населенных пунктов Мироновка-Луганское, Холмовский-Новолуганское, Вершина, Лопань-Сосновка, Лозовое были отражены. Как сообщили аналитики, как минимум одна батальонно-тактическая группа из состава 80-й арктической мотострелковой бригады (ранее дислоцированной недалеко от финской границы в Алакуртти) была направлена для поддержки вторжения.

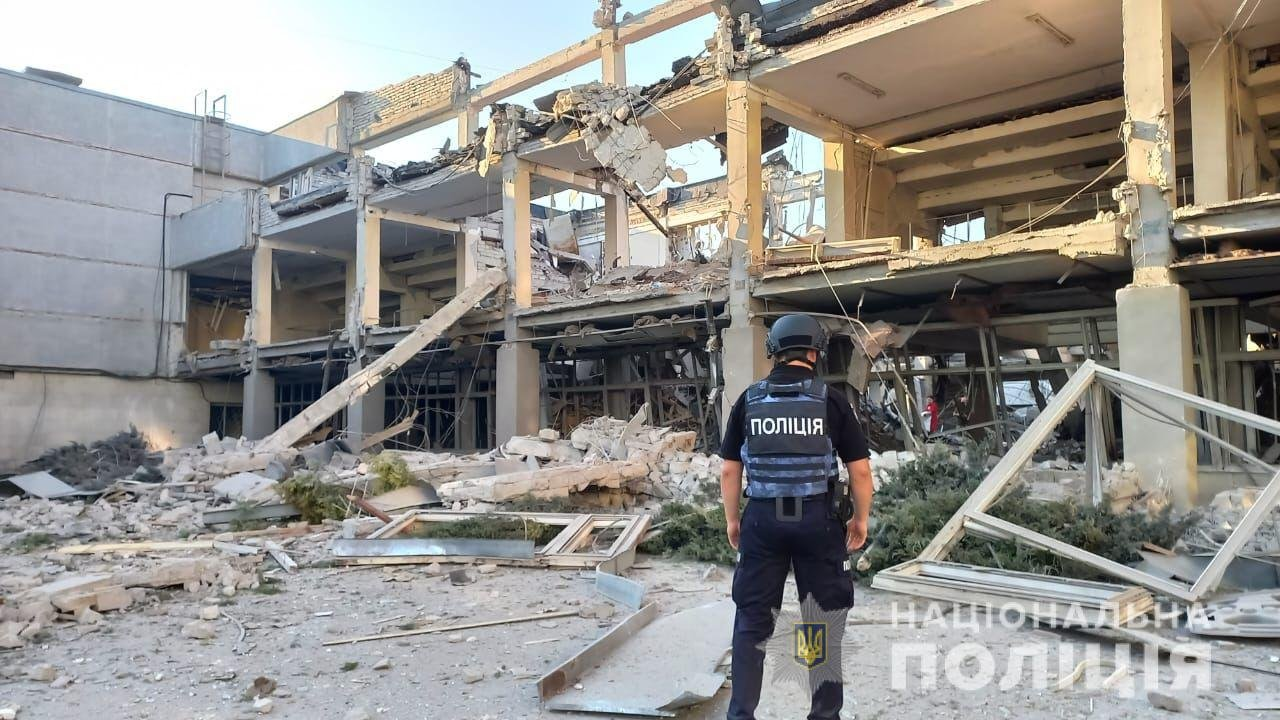
Корпус Харьковского национального педагогического университета после обстрела

Украинские войска уничтожили российский склад боеприпасов на железнодорожном вокзале Херсона. В Донецке начался пожар на нефтебазе. Российские военные обстреляли гражданскую инфраструктуру в районе Северска и Григоровки, нанесли ракетный удар в районе Угледарской ТЭЦ. В Харькове ракеты попали в военкомат и корпус Национального педагогического университета.
Минобороны Великобритании предположило, что следующим значимым сражением на восточном фронте станет бой за Славянск, который подвергается угрозе со стороны всех основных группировок российских войск. Глава Луганской области заявил, что украинские войска удерживают российскую армию на границе Луганской и Донецкой областей, и что трасса Бахмут—Лисичанск находится под контролем ВСУ.
В Великобританию для прохождения подготовки прибыла первая группа бойцов ВСУ. Офис генпрокурора Украины попросил власти Турции проверить ещё три российских судна, которые могли быть задействованы в вывозе украинского зерна с оккупированных территорий. Глава Еврокомиссии Урсула фон дер Ляйен сообщила о разработке юридической базы для передачи замороженных российских активов, включая средства олигархов, на восстановление Украины после войны.
Издание SOTA сообщило о решении российского суда, которое обязало СМИ удалить сообщения о погибших российских военнослужащих как информацию, которая раскрывает потери личного состава, подрывает основы конституционного строя и нравственность. Госдума ввела понятие «контрсанкционная информация», под которой понимаются сведения о сделках, раскрытие которых может привести к санкциям в отношении одной из сторон, и предложила законодательно ограничить её распространение.
«Медуза» опубликовала подробный репортаж о принудительной мобилизации в ЛНР и ДНР до 140 тысяч человек (по оценке местных общественных организаций). По информации собеседников издания, военкоматы закрывают глаза на наличие у призывников тяжёлых хронических заболеваний, а в ходе несения службы мобилизованные испытывают нехватку медицинской помощи, снаряжения и еды. Из-за массового характера мобилизации многие шахты и коммунальные предприятия остались без сотрудников и фактически прекратили работу. Остановка шахт, отмечают эксперты, чревато техногенными катастрофами: заражением вод, проседанием грунта и выходом метана.

### 7 июля

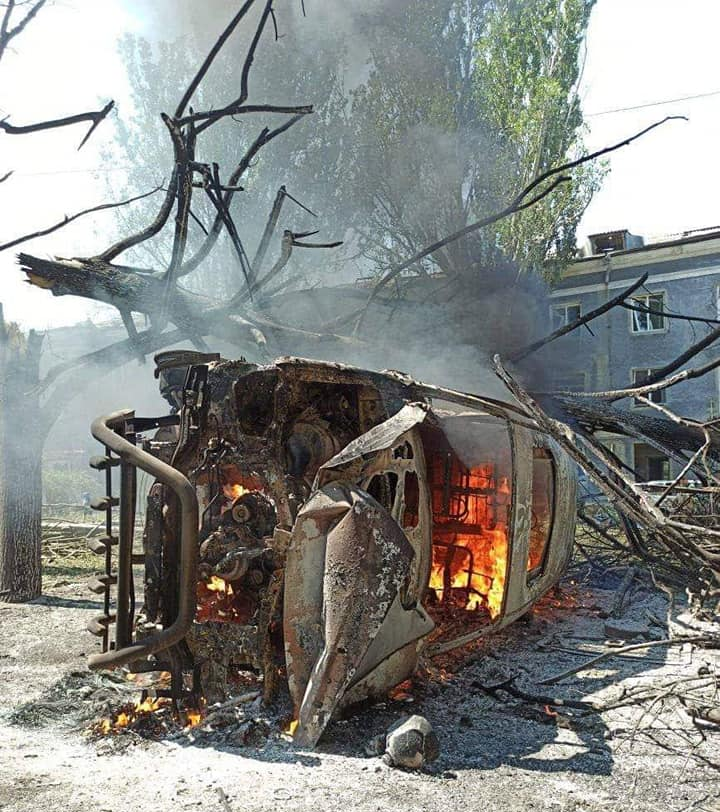
Результаты обстрела Краматорска 7 июля

В Минобороны России подтвердили паузу на фронте, о которой писали Институт изучения войны и другие аналитики. В ходе ограниченных военных действий российские войска продолжали продвигаться к Славянску со стороны Изюма, и, возможно, создавали условия для наступления от Барвенково на Славянск или Краматорск; добились незначительных успехов юго-восточнее Северска, продолжили наступление к западу от Лисичанска и в районе Бахмута; безуспешно пытались наступать в районах населённых пунктов Богородичное, Григоровка и Верхнемаянское. Также они продолжали обстрелы украинской территории и запустили 12 крылатых ракет по Николаеву и Очакову Николаевской области, вероятно, с целью поражения морской инфраструктуры Украины.
Власти Одесской области заявили о ракетном ударе по сельскохозяйственным ангарам, в результате которого были уничтожены 35 тонн зерна. Во время нанесения удара российский истребитель Су-30 попал в танкер «Миллениал Спирит» под флагом Молдовы, который был повреждён российским обстрелом в начале войны и с тех пор дрейфовал без экипажа. Украинская сторона сообщила о ракетном ударе по Краматорску, который повредил 17 зданий, и обстреле жилого района Харькова из РСЗО.
Число HIMARS и аналогичных комплексов в передовых частях ВСУ достигло 9 штук, заявил секретарь Совета национальной безопасности и обороны Украины. Украина сообщила об уничтожении 11 российских складов с оружием в Херсоне, Донецке, Макеевке, Мелитополе, Попасной, Новой Каховке, Снежном, Великом Бурлуке, Кадиевке и Перевальске только за последнюю неделю. ВСУ нанесли удар по занятому российскими военными аэропорту Мелитополя, спутниковые снимки со следами урона опубликовало «Радио Свобода». Украинские военные высадились на острове Змеиный и символически подняли ранее доставленный туда флаг. Российская сторона сообщила о ракетном ударе по острову.
Площадь по меньшей мере одного из массовых захоронений в Мариуполе увеличилось вдвое с первой половины мая. К этому выводу журналисты пришли, изучив данные спутниковых снимков Planet Labs. Местные власти сообщали о 4 братских могилах внутри и вблизи города, где похоронено более 20 тысяч человек.

### 8 июля
Генштаб ВСУ сообщил об ограниченно успешном российском наступлении на Краматорском направлении в районе Верхнекаменского и Бахмутском направлении в районе Спорного и Весёлой Долины и успешном отражении атак на Славянском (в районе Богородинчного) и Харьковском (в районе Дементьевки) направлениях. Минобороны Великобритании отметило сосредоточение российской техники на линии фронта в направлении Северска для вероятного наступления на агломерацию Славянск-Крамоторск.
BBC проанализировал потери российских сил на Украине. Из списка в 4515 человек, составленного по открытым источникам, 17 % составили офицеры, по 20 % потерь пришлось на ВДВ и мотострелковые войска. Быстрее всего росли потери среди «добровольцев», 40 % из которых — люди старше 50 лет.

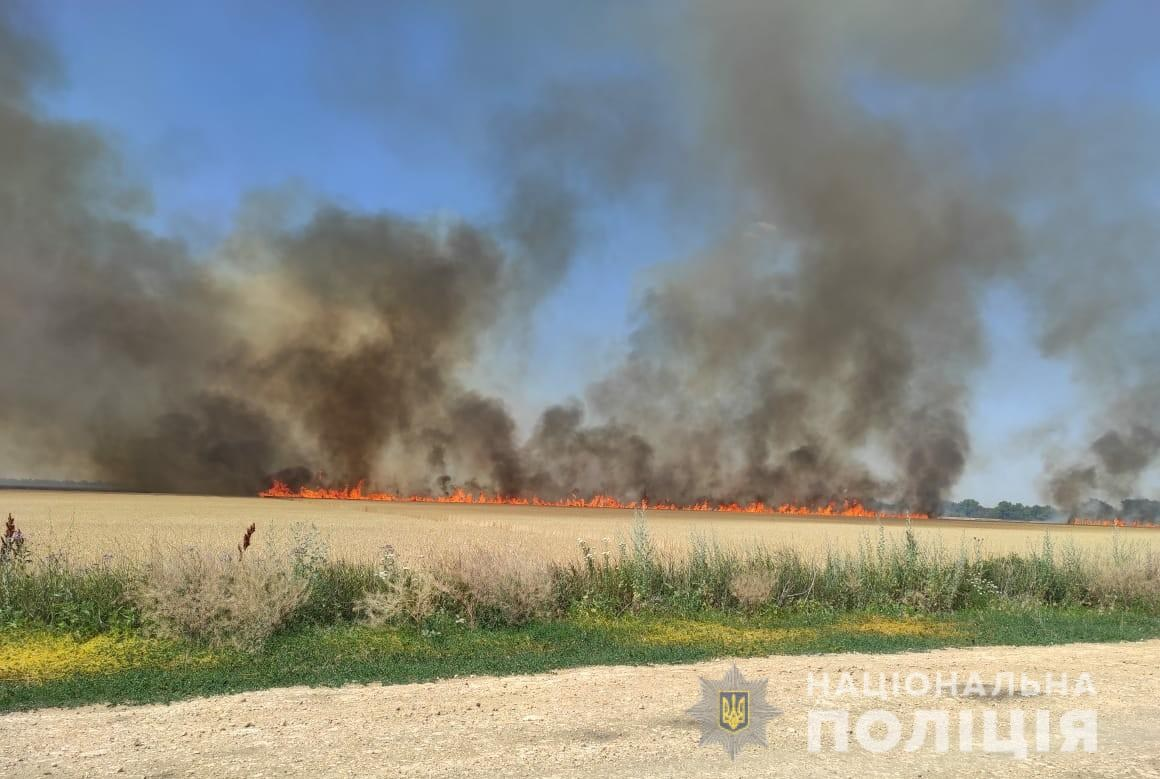
Поля в Херсонской области после обстрела

Украинские власти заявили, что российские военные намеренно обстреливают и поджигают пшеничные поля в Запорожской области. Губернатор Луганской области обвинил российских военных в использовании тяжёлого вооружения против украинских сёл в приграничных районах Луганской и Донецкой областей. В результате российских обстрелов в Харьковской области погибли 4 человека.
США объявили о новом пакете помощи Украине на 400 млн долларов, в который вошли ещё 4 РСЗО HIMARS. Канада сообщила о готовящейся отправке на Украину 39 бронемашин огневой поддержки производства General Dynamics в рамках 500-миллионного пакета военной помощи. Украинские власти отчитались о прошедшем визите командующего британской армией в Киев для обсуждения деталей будущих операций. Владимир Зеленский приехал на передовые позиции ВСУ в Днепропетровской области, пообщался с военнослужащими и вручил им награды.
«Медуза» выпустила расследование об участии российских неонацистов во вторжении (одной из заявленных целей которого стала «денацифицкация» Украины). Ранее Spiegel писал о присутствии на Украине по меньшей мере двух объединений: «Русского имперского легиона» (военизированного подразделения «Русского имперского движения», признанного в США и Канаде террористической организацией) и ДШРГ «Русич».
Восемь комбатантов ДНР, взятых в плен в Сумской и Харьковской областях были осуждены на 15 лет по статьям о госизмене и участию в незаконных вооружённых формированиях. Парламент самопровозглашенной ДНР отменил мораторий на смертную казнь (ранее к высшей мере наказания были приговорены несколько иностранцев, служивших в частях ВСУ). Оккупационные власти Харьковской области ввели на контролируемой Россией территории (около 20 % площади региона) военное положение.
Главы МИД стран G20 в ходе саммита на Бали отказались от участия в официальном ужине и совместной фотосессии с российским министром иностранных дел Сергеем Лавровым. Тот досрочно покинул мероприятие. США сообщили о по меньшей мере 18 российских «фильтрационных лагерей», через которые проходят украинцы, вынужденные выезжать с оккупированных территорий в Россию.
Национальный антикоррупционный комитет России предложил вернуть в УК статью «Вредительство» для привлечения к ответственности за нанесение «вреда и трудноопределимого материального ущерба в отношении обороноспособности, национальной и экономической безопасности». Муниципальный депутат Алексей Горинов стал первым, кто получил реальный срок по статье 207.3 УК о распространении информации о войне, не соответствующей позиции российских властей.

### 9 июля

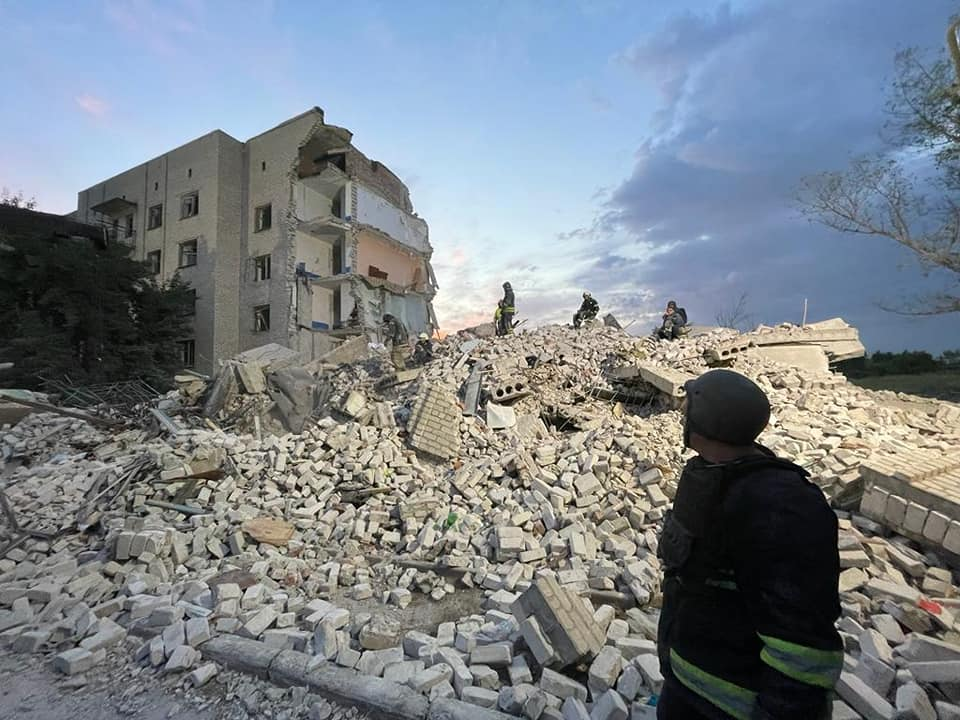
Последствия ракетного удара по городу Часов Яр

Российские войска продолжали наступление западнее Лисичанска в сторону Северска. Генштаб Украины заявил, что они начали штурм села Григоровка примерно в 11 км к северо-востоку от Северска; помощник главы МВД ЛНР Виталий Киселёв заявил, что они захватили Григоровку.
В результате обстрела системами HIMARS в оккупированном Шахтёрске были убиты высокопоставленные офицеры 106 воздушно-десантной дивизии ВС РФ: полковник Сергей Кузьминов, полковник Андрей Васильев, полковник Максим Кудрин. Об их смерти российские новостные агентства сообщили позже, 15 июля.
Продолжились обстрелы украинских населённых пунктов. В районе Бахмута российские войска нанесли ракетные удары по Дружковке. В Часовом Яру ракеты попали в железнодорожную станцию и жилой дом, в котором погибли 48 человек. Под обстрел попал ряд других населённых пунктов Донецкой области и Углегорская ТЭЦ. В Кривом Роге от обстрелов пострадали школа и жилые дома. В Харькове ракета типа «Искандер» разрушила несколько домов в центре города.
Минобороны Великобритании отметило, что новые пехотные подразделения, которые Россия формирует вблизи украинской границы, получили в качестве основного транспорта бронемашины МТ-ЛБ («мотолыга»), снятые с долговременного хранения. Ранее эти устаревшие машины 1950-х годов разработки считались непригодными для пехоты на передовой, а в распоряжении военных были БМП-2. Министерство подчеркнуло, что это не первый пример использования российскими военными устаревшего или неподходящего оборудования, что может свидетельствовать о нехватке современной техники.
Эксперты Кильского университета мировой экономики выяснили, что крупнейшие экономики — Германия и США — поставили менее 40 % обещанного Украине вооружения. В Европе лидером по военной помощи стала Польша, которая выполнила обещания на 100 %, предоставив оружие на 1,8 млрд евро. Также в полной мере поставки провели Латвия, Франция, Италия, Бельгия, Люксембург, Финляндия, Словения, Австрия и Болгария.
Владимир Зеленский уволил Андрея Мельника с должности посла Украины в Германии. По информации Bild, Мельник вернулся в Киев на повышение — ему собирались предложить пост замминистра иностранных дел. Мельник стал самым известными в мире украинским дипломатом и самым известным иностранным дипломатом в Германии. Spiegel отмечал, что Мельник пользовался любовью немецкой аудитории и СМИ, а берлинский политолог Алексей Юсупов называл его «первым послом-инфлюэнсером», который открыто критиковал немецкие власти за нерешительность. В частности, Мельнику в заслугу ставили отступление Германии от привычного пацифизма и начало поставок тяжёлого вооружения.

### 10 июля
Институт изучения войны отметил оперативную паузу в действиях российских войск, которая в основном характеризуется перегруппировкой войск для отдыха, доукомплектования и восстановления; обстрелом тяжёлой артиллерией критически важных районов с целью создания условий для будущего наступления; ограниченными зондирующими атаками для выявления слабых мест в обороне противника.
Российские войска продолжали наносить артиллерийские удары в районе Северска. Генштаб Украины сообщил, что они концентрируют силы в районе посёлка Белогоровка, вероятно, чтобы укрепить контроль над границей Луганской области и подготовиться к наступлению в западном направлении.
На бахмутском направлении российские войска усилили артиллерийские и ракетные удары к западу от Бахмута. Под обстрел попали посёлки Курдюмовка и Шумы, расположенные в 25 км к юго-западу от Бахмута вблизи критически важных дорог в город. По оценке ISW, цель российских войск — перерезать украинские пути сообщения и снабжения Бахмута с запада и юга.
Власти Херсонской области заявили об ударе ВСУ по российской военной базе в Херсоне. ВС РФ провели неудачные разведывательные операции в Долине и Мазановке в 20 км к северо-западу от Славянска. Минобороны Великобритании отметило, что в районе Изюма целью российских войск стала трасса E40, связывающая Донецк и Харьков. ISW отметил, что для обстрелов Николаевской и Херсонской областей Россия использовала зенитные ракеты С-300. Применение зенитных ракет, в переоборудованном варианте имеющих низкую точность, может свидетельствовать о дефиците ракет класса «земля-земля» или компонентов систем наведения для ракет «воздух-воздух». Институт также указал на рост напряжённости между российским командованием и военными корреспондентами в связи с необходимостью скрывать неудачи российской военной кампании.

### 11 июля

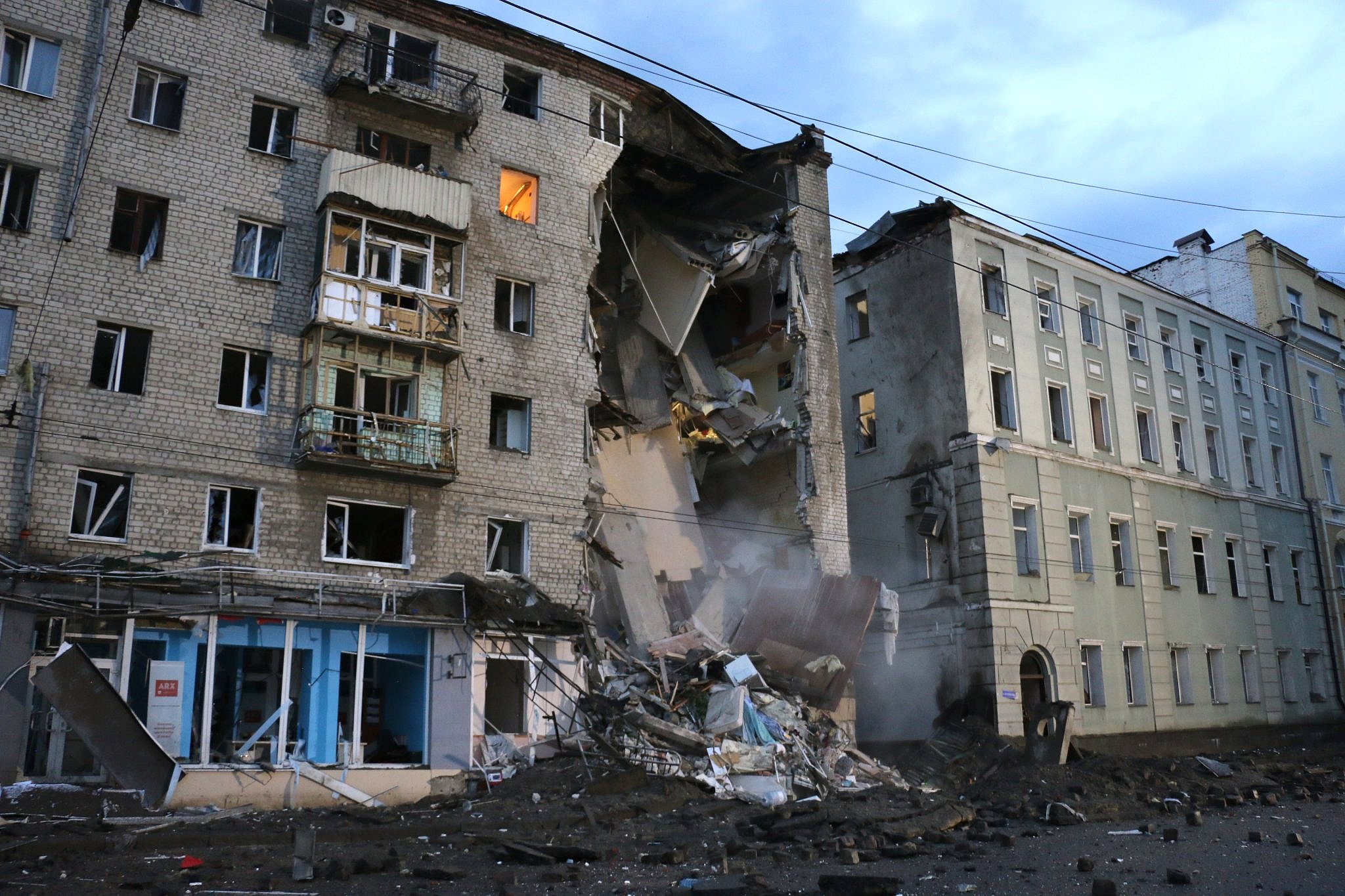
Результаты ракетного удара по Харькову 11 июля

По информации Минобороны Великобритании, российские военные продолжили артиллерийские обстрелы на северном Донбассе, но не продвинулись вглубь украинской территории. Украинские силы продолжили оказывать давление на российскую оборону на северо-востоке Херсонской области. В результате ракетного удара по Харькову был частично разрушен шестиэтажный жилой дом в центре города, погибло 6 человек, пострадали 31. В Одессе ракеты поразили прибрежную полосу, производственную инфраструктуру, жилые дома и автомобили, обошлось без жертв.
BBC подсчитал, что начиная с конца мая ВСУ нанесли более 10 точных ударов по российским базам и складам, расположенным на расстоянии от 20 до 75 км за линией фронта в Луганской, Донецкой, Херсонской, Запорожской области. Военные аналитики соглашались, что точность ударов указывает на использование систем HIMARS. Вкупе с ударами по железным дорогам и мостам на оккупированных территориях, уничтожение складов с топливом и боеприпасами может нивелировать превосходство России в числе артиллерийских орудий.
«Медуза» выпустила исследование освещения роли высшего офицерского состава в ходе вторжения на Украину. Собеседники издания, близкие к руководству страны, подтвердили, что Владимир Путин боится роста популярности российских офицеров и появления «второго генерала Лебедя», который сможет влиять на политическую ситуацию в стране. Из-за этого российские государственные СМИ обходят стороной тему российского командования (вплоть до того, что в определённые периоды войны не было известно, кто возглавляет операции на фронте) и даже Сергей Шойгу не имеет внимания СМИ.
Фонд «Свободная Бурятия» сообщил о 150 контрактниках из Бурятии, отказавшихся от участия во вторжении. Как следует из материала, из-за рапортов об увольнении на военнослужащих давили, им угрожали преследованием, а также пытались обманом вывезти на оккупированную территорию Украины. Ранее родственники бурятских военных, которые с начала войны находились на передовой, обратились к главе региона с просьбой содействовать их возвращению. Ранее журналисты неоднократно сообщали о массовых отказах российских силовиков ехать воевать на Украину, а «Медиазона» и BBC подчёркивали, что Бурятия — один из лидеров среди регионов по числу погибших российских военных.
«Газпром» остановил прокачку газа по «Северному потоку — 1» под предлогом плановой профилактики и необходимости возвращения из ремонта газовой турбины Siemens (эта ситуация сложилась из-за санкций в отношении российской газовой отрасли). С точки зрения Евросоюза это стало элементом газового шантажа со стороны России. Украинская сторона озвучила официальные данные по числу пропавших без вести при особых обстоятельствах — 7200 военнослужащих ВСУ, СБУ, Нацгвардии и Госпогранслужбы.

### 12 июля
Минобороны Великобритании отметило, что российские войска продолжают добиваться небольших территориальных успехов в Донецкой области и наступать вдоль трассы E-40 в направлении Славянска и Краматорска. Ведомство отметило, что нехватка личного состава может вынуждать Минобороны РФ прибегать к нетрадиционным способам комплектования подразделений. Ранее Gulagu.net писал о вербовке заключённых, которым в качестве награды предлагались деньги и помилование от президента, а «Важные истории» — о предложении военных контрактов безработным по линии службы занятости.
Украинские власти заявили о гибели 150 российских военных, включая 5 высокопоставленных офицеров, в результате удара системы HIMARS по штабу в Херсонской области, включая командира волгоградской 20-й гвардейской мотострелковой дивизии Алексея Горобца. Его смерть журналистам подтвердила супруга.

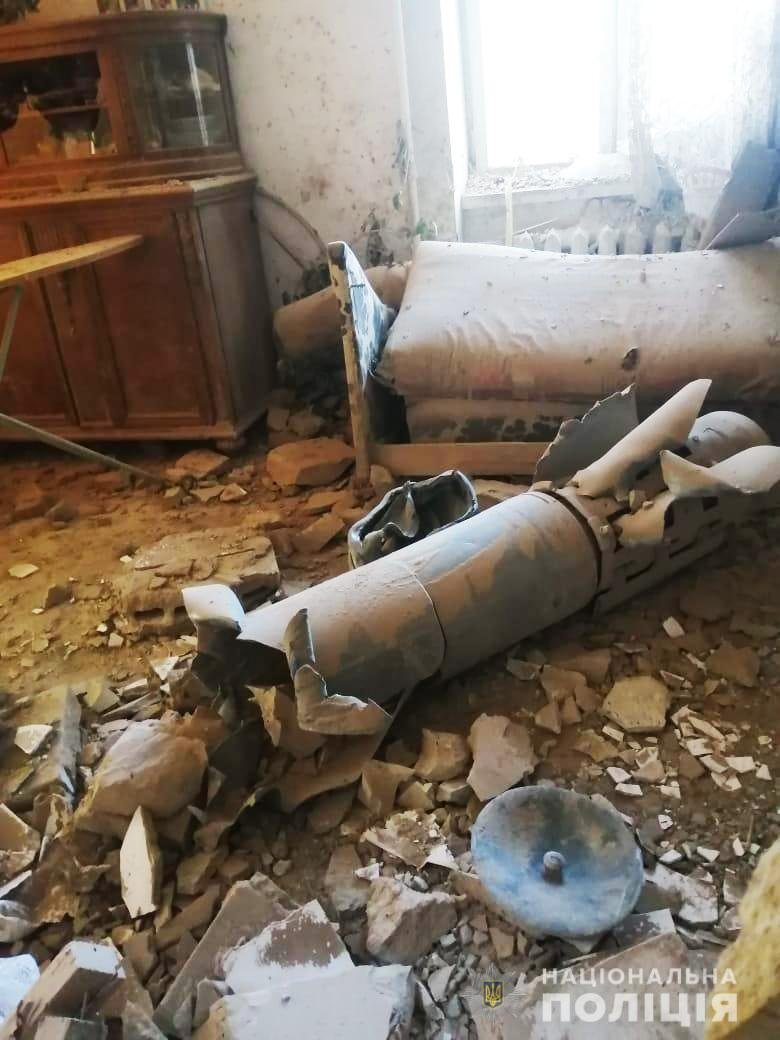
Результаты обстрела Николаева

Российские военные обстреляли Николаев, ракеты попали в медицинские учреждения и жилые дома, 12 человек пострадали, ещё 5 были ранены в ходе обстрелов Харькова. МВД Украины заявил о расследовании более 900 уголовных дел о коллаборационизме, а в России возбудили 70-е уголовное дело о публикации информации о войне, которая не соответствует официальной позиции российских властей.
В распоряжении «Медузы» оказались результаты закрытого опроса ВЦИОМ, проведённого в конце июня 2022 года по заказу администрации президента РФ. 30 % участников этого опроса поддержали немедленную остановку войны, а 57 % сочли, что войну следует продолжать. В возрастной группе 18—24 прекращение войны поддержало 56 %, а среди респондентов старше 60 лет 72 % оказались сторонниками продолжения войны. В рамках другого неопубликованного опроса подтвердилась корреляция между медиапотреблением и поддержкой войны: среди телезрителей за продолжение войны выступило 68 % против 35 % среди активной интернет-аудитории, а за прекращение — 22 % против 47 %.

### 13 июля
Минобороны Великобритании отметило, что ожидает от российских военных концентрации на занятии небольших городов на подступах к Славянску и Краматорску, таких как Северск и Долина. Представители ЛНР заявили, что её соединения и российские войска вышли на окраины Северска и Соледара в Донецкой области. Официальные власти Луганской области и представители ЛНР заявили об ударе HIMARS по российским военным объектам в Луганске. Российские войска продолжили наносить удары по железнодорожной сети на подконтрольной Украине территории: были обстреляны ж/д станция Ступки на северной окраине Бахмута и населённый пункт Райское, расположенный вдоль линии, соединяющей Краматорск, Часов Яр и Бахмут с центральной Украиной. По предположению ISW, нарушение движения по железным дорогам необходимо России для создания условий для наступления на Славянск и Краматорск.
«Медуза» опубликовала расследование об участии российских наёмников во вторжении на Украину. По данным издания, Минобороны России фактически взяло под контроль вербовку и управление сотрудниками ЧВК — как более известной ЧВК «Вагнер», так и ЧВК «Редут», напрямую подчиняющейся ГРУ. Журналисты отмечали, что вербовка в частные военные компании стала одной из форм скрытой мобилизации, а грань между наёмниками и официальной армией фактически стёрлась. Наёмники, которые общались с журналистами, выказывали недовольство невыплатами жалования и страховки и некомпетентностью армейских офицеров, под командой которых находились.
Изначально ЧВК «Вагнер» не участвовала во вторжении из-за конфликта между её владельцем Евгением Пригожиным и министром обороны Сергеем Шойгу. После неудач первых полутора-двух месяцев войны началась активная вербовка с минимальными требованиями к кандидатам, а на восточный фронт Украины были отправлены наиболее боеспособные части. Журналисты отметили, что помимо ЧВК собственные «добровольческие батальоны» (фактически, контрактные боевые соединения) существуют в ведении российских регионов, например, Чечни, Татарстана, Пермского края, Кировской и Нижегородской областей. Свой батальон, который вербовщики и кандидаты называют «собянинским полком», есть в Москве — там в дополнении к основному жалованью предлагают выплаты по линии московских властей.
Басманный суд Москвы в закрытом режиме рассмотрел обвинения в адрес политика Ильи Яшина и арестовал его по обвинению в распространении информации о войне, не соответствующей официальной позиции российских властей.
Bloomberg подсчитал, что несмотря на рекордное увеличение поставок нефтепродуктов в страны Ближнего Востока, Россия понесла большие экономические потери от сокращения поставок в Европу. Минэнерго сообщило о планах построить 100-километровый газопровод Бердянск—Мелитополь для обеспечения газом оккупированной Запорожской области Украины.
Член комитета Рады по вопросам нацбезопасности и обороны сообщил о переговорах с США о поставках дальнобойных ракет для РСЗО HIMARS, которые позволят поражать российские цели на дистанции до 300 км. Украина и Франция договорились о поставках Украине 36 легкосборных постов длиной 23—46 м для замены разрушенных переправ. Агентство ООН по делам беженцев отметило, что две трети украинцев, покинувших страну из-за войны планируют вернуться после окончания боевых действий, а 40 % — в течение ближайшего месяца.
В Стамбуле прошли переговоры о безопасном вывозе продовольствия из Украины через Чёрное море с участием воюющих сторон, Турции и ООН. Благодаря освобождению острова Змеиный Украина смогла наладить экспорт зерна по каналу Дунай — Чёрное море. В это же время в России готовился к рассмотрению нижней палатой парламента проект поправок в закон «О таможенном регулировании», который должен был создать правовую базу для вывоза сельхозпродукции с оккупированных территорий Украины.

### 14 июля

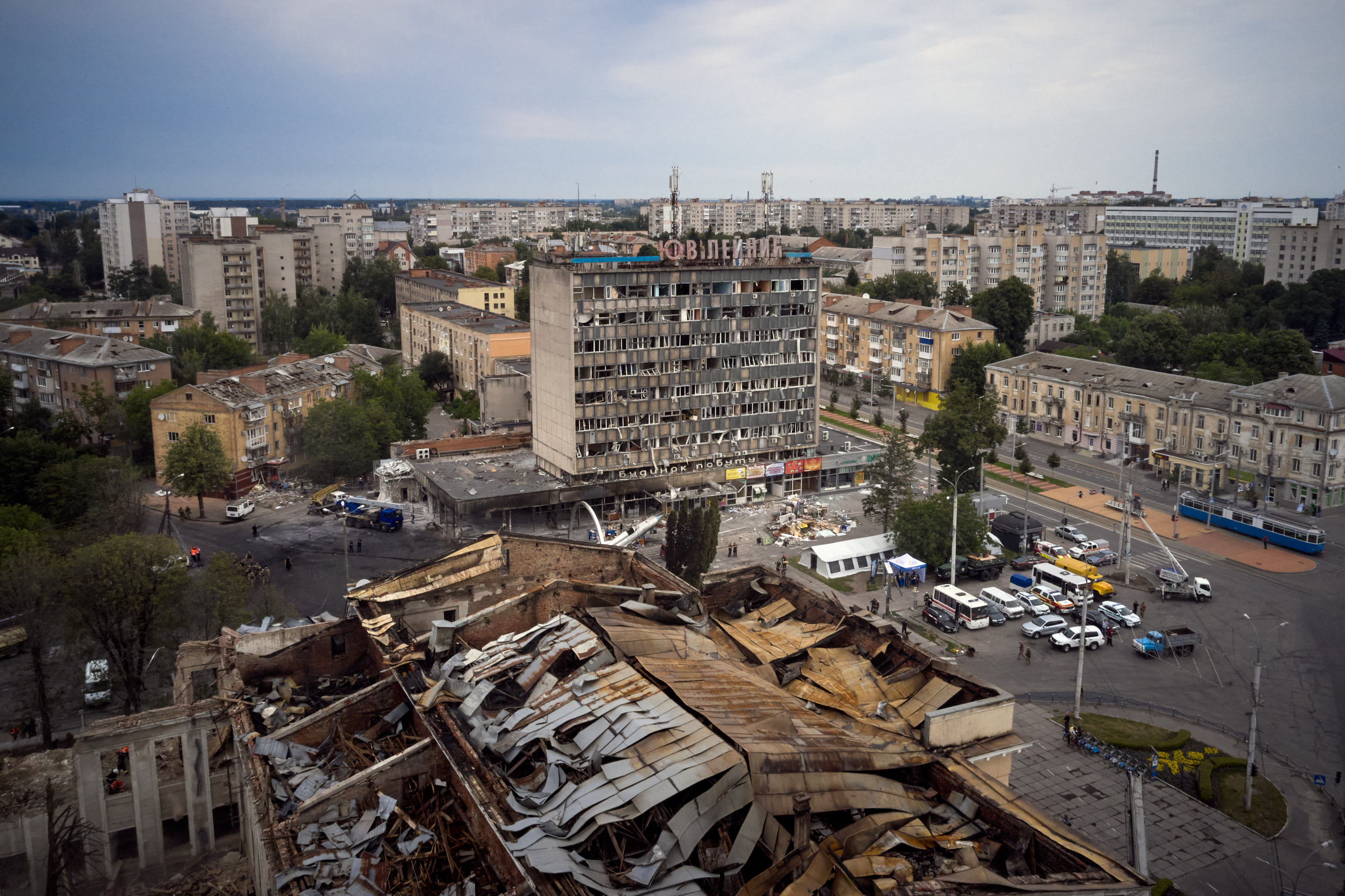
Центр Винницы после обстрела

Оперативная пауза Вооружённых сил России на Украине в основном продолжалась, сопровождаясь наземными атаками российских войск на выступе Славянск — Северск — Бахмут. Российские войска продолжали наносить ракетные и артиллерийские обстрелы и авиаудары по всей линии фронта. Власти Украины сообщили, что российские войска обстреляли Бахмут и Часов Яр (расположен западнее Бахмута), вероятно, в попытке нарушить украинскую логистику вдоль линии Бахмут — Краматорск — Славянск. Минобороны Великобритании отметило, что за минувшие три дня российская армия не добилась значительных территориальных успехов, а также выразило сомнение в способности восстановить или нарастить темп наступления из-за применения устаревшего оружия, техники и тактики.
Российские войска нанесли ракетный удар по центру Винницы. Украинская сторона утверждала, что ракеты «Калибр» были выпущены с подводной лодки из акватории Чёрного моря. Удар пришёлся по Дому офицеров и дому быта «Юбилейный», где располагались офисы, частная больница и ЗАГС; повреждения получили более 50 домов, сгорели 25 автомобилей. СМИ сообщали о не менее 23 погибших (включая 3 детей), 183 пострадавших. По данным издания «Медиазона», в числе погибших были трое офицеров Воздушных сил ВСУ, в том числе два полковника.
Главред RT Маргарита Симоньян со ссылкой на Минобороны заявила, что в Доме офицеров находился «временный пункт размещения нациков», аналогичную версию высказал высокопоставленный российский дипломат при ООН. На следующий день министерство обороны заявило, что целью были участники переговоров о поставках оружия на Украину. Независимые российские и украинские СМИ утверждали, что Дом офицеров был не военным объектом, а культурным центром, где вечером того же дня должен был пройти концерт. Европейские дипломаты осудили атаку, сравнив её с массовыми убийствами в Буче, осадой Мариуполя, ракетными ударами по другим украинским городам, которые привели к многочисленным жертвам среди мирного населения.

### 15 июля
Увеличившаяся активность российских войск позволила Институту изучения войны говорить о выходе из оперативной паузы. Власти ЛНР заявляли о захвате сёл Новая Каменка и Стряповка в районе автотрассы T1302 к востоку от Соледара. Попытки российского наступления в районе населенных пунктов Богородичное, Спорное, Нагорное, Белогоровка, Водяное, Павловка, а также в районе Углегорской электростанции не имели успеха.
Российские войска нанесли ракетный удар по ракетно-космическому заводу «Южмаш» в городе Днепр: сгорело 2 автомобиля, 10 были повреждены, в домах неподалёку выбило окна и двери, три человека погибли. По утверждениям украинских властей, завод уже много лет работал только для космической отрасли и выпускала двигатели для ракет-носителей «Антарес» компании Orbital Sciences Corporation. Российские власти объявили, что уничтожили цеха по производству комплектующих и ремонту ракет «Точка-У» и реактивных снарядов систем залпового огня.

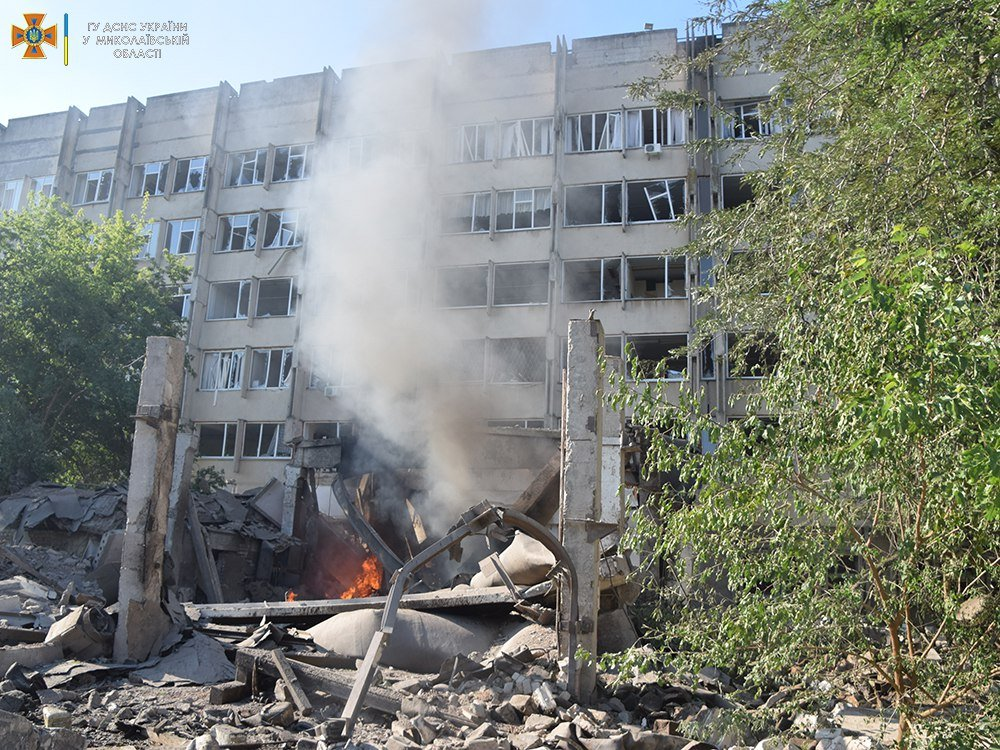
Университет кораблестроения в Николаеве после обстрела 15 июля

Не менее 10 ракет, утверждают местные власти, было выпущено по Николаеву. Частично разрушены здания крупнейших университетов города: Николаевского национального университета и Национального университета кораблестроения.
Украинская сторона заявила, что с начала вторжения Россия в 60 раз чаще атаковала гражданские объекты, чем военные (17314 ударов против 300). Министр обороны Украины признал, что в мае в период активных столкновений на Донбассе, из-за кратного превосходства России в артиллерии украинская армия теряла до 100 человек погибшими и до 300—400 ранеными в день. По его словам, ситуация существенно изменилась с поставками на Украину дальнобойной западной артиллерии.
Польша отправила Украине танки PT-91 Twardy, которые являются модификацией танка Т-72 с динамической защитой и другими улучшениями. Также министр обороны Украины сообщил о прибытии в страну первых британских РСЗО M270, способных поражать цели на расстоянии до 80 км.
Генпрокуратура России объявила нежелательными расследовательский проект Bellingcat, издание The Insider и две другие негосударственные организации. Оккупационные власти Херсонской и Запорожской областей публично предупредили об ответственности за «дискредитацию» органов власти РФ. В ЛНР создали штаб по подготовке референдума о присоединении к России.

### 16 июля
Министр обороны России Сергей Шойгу поручил наращивать действия российских войск на всех направлениях на Украине. Минобороны Великобритании отметило, что отступление из Лисичанска позволило ВСУ сократить и выпрямить линию фронта и усилить оборонительные позиции. Ведомство отметило, что несмотря на публичные заявления об успехах, российские наступательные операции остались ограниченными по масштабам. Например, ещё неделей ранее российские силы заявляли о выходе к окраинам Северска, но больше официальных заявлений не поступало.

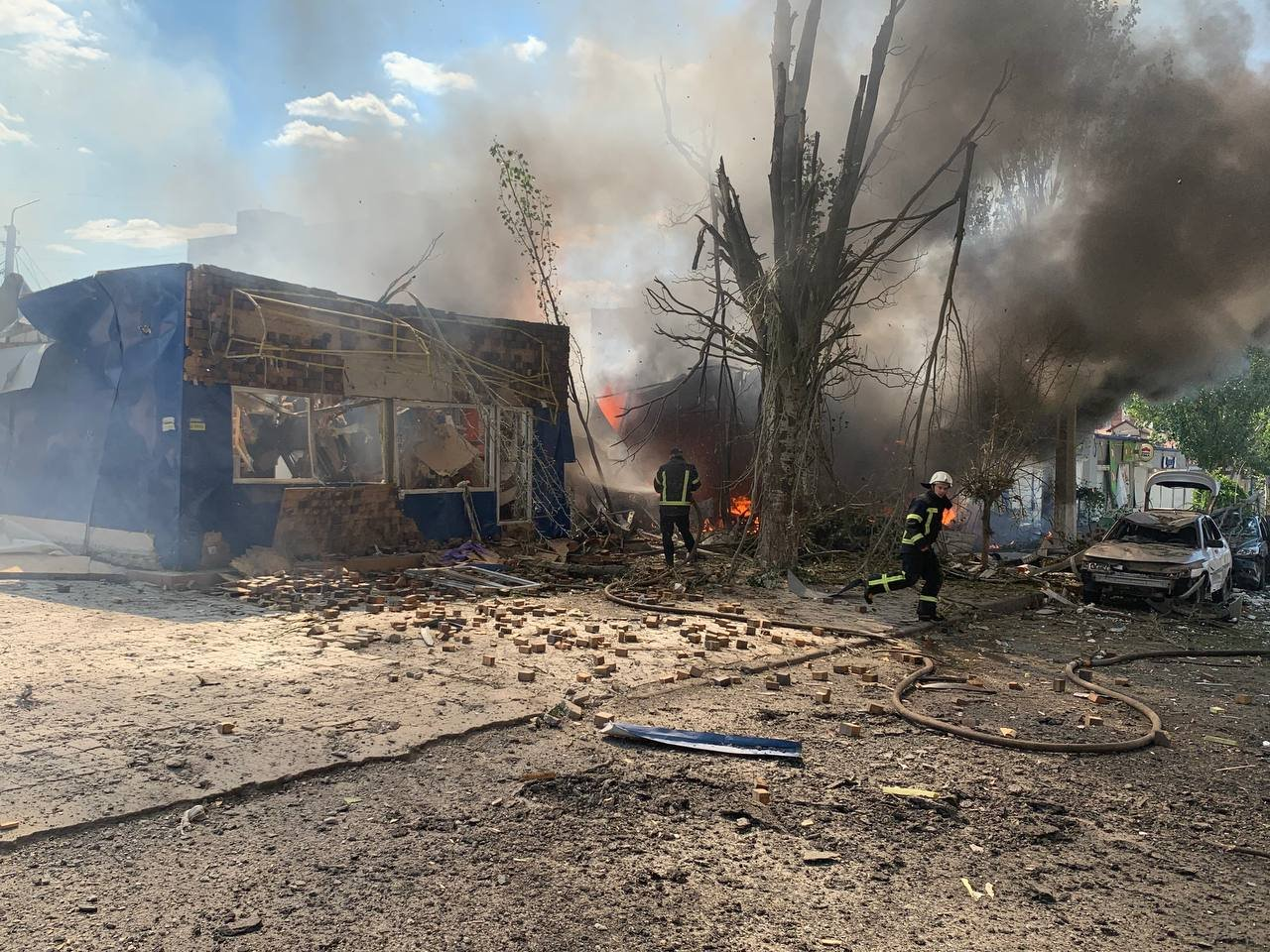
Последствия обстрела Бахмута

Глава ЛНР признал, что российским военным уже два месяца не удаётся взять под контроль стратегически важную трассу Бахмут — Лисичанск. Российские войска обстреляли Никополь из РСЗО (2 погибших), Одесскую область (ракета попала в коммерческие склады), Чугуев (пострадали гражданские объекты, 2 или 3 погибших), Николаев и область. В Днепре пострадало местное производство, в Бахмуте разрушен рынок, в Черкасской под обстрел попало сельхозпредприятие, погибли животные.
Власти США сообщили (и предоставили подтверждающие слова спутниковые снимки), что российская делегация дважды посещала Иран с целью изучения и покупки БПЛА Shahed-129 и Shahed-191. Ранее Иран отрицал планы поставок оружия какой-либо стороне конфликта, а российская сторона отрицала переговоры с Ираном. Глава офиса президента Украины опубликовал видео, на котором предположительно представлены поставленные Чехией РСЗО RM-70 Vampire в зоне боевых действий.

### 17 июля
Возобновление действий российской армии после оперативной паузы осталось ограниченным, новых заявлений о территориальных приобретениях сделано не было. Продолжались безуспешные попытки наступления на Северск (бои в районе Григорьевки, Верхнекаменки, Ивано-Дарьевки, Берестова, Белогоровки в 5—15 км к северо-востоку, востоку и юго-востоку от Северска), продвижения в районе Бахмута (в 15—20 км от него) и в районе пригородов Донецка (Марьинка, Авдеевка).
Российские войска нанесли ракетные удары по городу Николаев. Власти Украины заявили, что ракеты поразили в городе промышленный и инфраструктурный объекты.
В районе Алчеевска дружественным огнём ЗРК был уничтожен российский истребитель-бомбардировщик Су-34М с бортовым номером RF-95890 из состава 277-го бомбардировочного авиационного полка 303-й смешанной авиационной дивизии 11-й Краснознаменной армии ВВС и ПВО Восточного военного округа.
По информации Минобороны Великобритании, Россия укрепляла оборонительные позиции в Херсоне, Мелитополе, между Мариуполем и Запорожьем в ответ на давление украинской армии в Херсонской области.
Начальник штаба обороны Великобритании, сэр Тони Радакин оценил потери России в 50 тысяч солдат, 1700 танков и почти 4000 бронемашин — более 30 % наземного наступательного потенциала. Мониторинговая группа «Беларускі Гаюн» отметила значительное увеличение числа прилётов российских военно-транспортных самолётов на аэродромы Беларуси: только с 9 по 17 июля прибыли 10 Ил-76, 2 Ан-22 и 3 Ан-124. Что было грузом — неизвестно. Также впервые с апреля в воздушное пространство Беларуси прилетел самолёт дальнего радиолокационного обнаружения и управления А-50 ВКС РФ, который пробыл над территорией страны 3 дня.
Владимир Зеленский отстранил от должности главу Службы безопасности Украины Ивана Баканова и генпрокурора Ирину Венедиктову. Правительство Украины было озабочено тем, что несколько десятков человек из обоих ведомств за время вторжения пошли на сотрудничество с Россией. Также Государственное бюро расследований Украины задержало бывшего главу управления СБУ в Крыму по подозрению в госизмене и передаче информации российским спецслужбам.

### 18 июля
Министр обороны РФ Сергей Шойгу посетил группировку «Восток». Стало известно имя её руководителя — это генерал-лейтенант Рустам Мурадов, бывший зам командующего войск ЮВО и глава российского миротворческого контингента в Нагорном Карабахе. Представители ДНР заявили о полукольце вокруг Авдеевки, власти ЛНР сообщили о боях за Северск и окрестности. Российские войска нанесли ракетный удар по мосту через Днестровский лиман в Одесской области.
Российские войска обстреляли Никополь (разрушены десятки частных дом, здания порта, поликлиники и пр., повреждении газопровода и водопровода), Торецк в Бахмутском районе Донецкой области (разрушен 2-этажный дом, 6 погибших), промзону Краматорска, населённые пункты Черниговской и Сумской областей, Харьков и Николаев.
Украинские силы нанесли ракетный удар по Новой Каховке (поступали сообщения об ударах по военным складам и в районе ГЭС), предположительно, во время визита первого замглавы Администрации президента России Сергея Кириенко. Власти Николаевской области объявили награду за информацию о завербованных местных жителях, помогающих противнику корректировать огонь. После отстранения Ивана Баканова и Ирины Венедиктовой исполняющим обязанности генпрокурора Украины назначен Алексей Симоненко, и. о. главы СБУ — Василий Малюк.
Conflict Intelligence Team сообщил о ряде случаев, когда российских контрактников, отказавшихся участвовать во вторжении, насильно или обманом вывозили на границу Украины. Число уголовных дел за критику войны в России достигло 200. Власти ЛНР сообщили о формировании оккупационных администраций во всех занятых населённых пунктах Луганской области.
МИД РФ обвинил корпорацию Microsoft в «исполнении заказа Пентагона» по установлению контроля над информационной инфраструктурой Украины, установлении тотальной слежки за украинцами, провокациях и ведении кибервойны против России, включая компьютерные атаки «под чужим флагом».
По данным американского издания Politico, двое граждан США, гражданин Канады и гражданин Швеции, воевавшие в составе ВСУ, были убиты российским танком во время многочасового боя в районе города Северск Донецкой области.

### 19 июля
Российские войска постепенно продвигались на бахмутском направлении. Генштаб Украины сообщил, что они успешно закрепились на южной окраине села Покровское в 5 км от Бахмута. Россия продолжала обстреливать позиции ВСУ в Бахмуте и его окрестностях, чтобы поддержать продолжающиеся наземные атаки на город. Также российская армия продолжала попытки возобновить наступление к юго-востоку от Изюма вблизи Барвенкова, которые оказались безрезультатными, а также продолжала атаки к востоку от Северска.
ВСУ обстреляли из систем HIMARS Антоновский мост — одну из двух переправ через Днепр, связывающих российские силы на правом берегу с основной оккупированной территорией. Ранее советник главы Офиса Президента Украины Алексей Арестович отмечал, что в ходе контрнаступления украинские войска намерены разрушить мосты через Днепр в районе Херсона. После удара ВС РФ усилили системы ПВО в районе моста.
Украинские партизаны атаковали российские силы на Запорожской атомной электростанции в Энергодаре. Украинский центр сопротивления заявлял о ранении 9 и ликвидации неустановленного числа российских военнослужащих. По заявлениям оккупационной администрации области, атака была произведена с помощью высокоточных дронов-камикадзе и ущерб ядерными реакторам был маловероятен. Институт изучения войны отметил, что операция могла быть самой проработанной зафиксированной партизанской атакой на тот момент. На спутниковых снимках были зафиксированы следы шрапнели, но не было замечено каких-либо повреждений ближе 300 метров в корпусам реакторов.
Минобороны Великобритании отметило, что Россия продолжает вести наступление на Донбассе 6 отдельными армиями, которые в полном составе до вторжения насчитывали около 150 тысяч человек. При этом с самого начата вторжения Россия испытывает сложности с поддержанием наступательной боевой мощи, и эта проблема усугубляется. Командованию ВС РФ приходится выбирать между направлением резервов на восточный фронт Украины или укрепление обороны под Херсоном.
В Краматорске под авиаудар попал жилой дом в центре города. В Одесской области крылатыми ракетами обстреляли село Беленькое. Минобороны России заявило, что уничтожило склад боеприпасов. Также российские военные обстреляли Славянск, Никополь. Мэр Мариуполя сообщил, что городская инфраструктура уничтожена, а оккупационные власти не ведут подготовку города к отопительному сезону. Также он сообщил, что в 4 фильтрационных лагерях на территории и за пределами города российские военные насильно удерживают более 10 тысяч человек, в том числе госслужащих и муниципальных работников.
Bloomberg отметил падение поставок российской нефти в Китай и Индию после пиковых значений в апреле, что в контексте международных санкций может указывать на неспособность России заменить европейский рынок сбыта в среднесрочной перспективе. Die Welt сообщила о сокращении немецких поставок Украине. Министр обороны ФРГ пояснил, что возможности военной помощи ограничены скромными запасами Бундесвера, и украинская сторона информирована об этом.
Владимир Зеленский сменил начальников управлений СБУ в Сумской, Днепропетровской, Полтавской, Закарпатской и Харьковской областях и уволил замглавы службы в рамках «кадровой ревизии» из-за неудовлетворительных результатов работы.
Глава офиса президента Украины Андрей Ермак сообщил о переговорах по гарантиям безопасности с США, Великобританией, Францией, Германией, Италией, Польшей, Турцией, Австралией. Украина рассчитывает, что сможет сформировать оборонительный союз, чтобы защититься от возможной российской агрессии в будущем. Ермак также заявил, что украинские дипломаты будут разрабатывать формат санкций против семей российских военных, участвующих в войне против Украины. Верховная рада создала комиссию по надзору за поставками и использованием оружия, полученного от стран Запада. Неделей ранее о необходимости строгого контроля заявляла американская конгрессвумен украинского происхождения Виктория Спартц.

### 20 июля
Российские войска постепенно продвигались к северо-востоку от Бахмута по автотрассе T1302. Штаб территориальной обороны ДНР заявил, что войска России и ДНР взяли под контроль село Берестовое, расположенное примерно в 25 км к от Бахмута. Главы украинских областей сообщили об обстрелах Харькова, Гуляйполе (разрушены здания исполкома, горсовета, спорткомплекса, филиалы почты и связи, частные дома), Никополя, Одессы, ударах по Сумской и Донецкой областям.
Министр обороны России Сергей Шойгу проинспектировал позиции группировки «Запад». Минобороны впервые назвало имя командующего этой группой войск: генерал-лейтенант Андрей Сычевой. В ходе расследования здание «Важные истории» и правозащитный проект «Русь сидящая» выяснили, что в 8 российских колониях в ЧВК были завербованы около 200 человек, приоритет отдавался осуждённым по статьям об убийстве.
Министр иностранных дел России Сергей Лавров заявил о расширении территориальных претензий России на Херсонскую, Запорожскую и другие области. Ответственность за действия России и изменение целей вторжения он возложил на страны Запада, которые поставляют оружие ВСУ. Переговоры с Украиной чиновник назвал бессмысленными. Институт изучения войны отметил, что аннексия оккупированных Россией территорий может сократить окно возможностей для украинского контрнаступления, поскольку позволит Владимиру Путину распространить на них оборонную доктрину, допускающую применение ядерного оружия для защиты границ РФ.
ВСУ нанесли новые удары по Антоновскому мосту, частично повредив дорожное полотно. Оккупационные власти Херсонской области распорядились закрыть мост для грузового транспорта. Минобороны Великобритании отметило, что Днепр является естественным барьером для движения войск, а контроль над переправами — важным фактором противостояния, и назвало мост ключевой уязвимостью российских сил в регионе.
Официальные лица США заявили об отправке Украине ещё 4 систем HIMARS. Минобороны Литвы объявили о передаче Украине бронетранспортёров M113 и M577. Bloomberg сообщил, что зимой Международный уголовный суд предъявит России первые обвинения в военных преступлениях на территории Украины. ЕС утвердил седьмой пакет санкций, в который вошли запрет на импорт золота, заморозка активов Сбербанка, меры экспортного контроля и санкции против более 50 физических и юридических лиц. Группа кредиторов Украины договорилась приостановить обслуживание долга Украины на 1,5 года с возможностью пролонгации, чтобы позволить Украине избежать дефолта.

### 21 июля
Минобороны Великобритании в ежедневном брифинге отметило концентрацию российских усилий на критически важных объектах инфраструктуры Украины, таких как электростанции. Ведомство отметило, что одной из тактических целей ВС РФ на Донбассе стала вторая по величине электростанция Украины — Углегорская ТЭС. Издание «Вёрстка» сообщило о существовании в городе Брянка Луганской области центра содержания военнослужащих, отказавшихся от участия в войне. По информации журналистов, там удерживали не менее 234 человек, которых склоняли к возвращению на передовую.
Глава ЦРУ Уильям Бернс озвучил оценку потерь российской армии в 15 тысяч погибшими и 45 тысяч ранеными. Глава комитета начальников штабов Марк Милли сообщил, что вопреки публичным заявлением российских военных, ни одна из поставленных Украине систем HIMARS не была уничтожена. Он также отметил, что транспортно-заряжающих машин для HIMARS, об уничтожении которых отчитывалось Минобороны России, в принципе не существует. Глава штаба ВВС США Чарльз Браун рассказал, что Украине могут быть переданы американские или европейские истребители четвёртого поколения.
Под российские обстрелы попали Николаев, Харьков (снаряд попал в жилой дом, погибло 2 человека, ранен 21), Краматорск (разрушены школа, жилые дома, промышленные здания). Украинский «Энергоатом» заявил, что после недавних атак беспилотников на российский военный персонал, размещённый на территории Запорожской АЭС, российские войска разместили военную технику (не менее 14 единиц тяжёлой техники и боеприпасы) в машинном зале 1-го энергоблока в опасной близости от критически важных элементов станции и легко воспламеняемых компонентов.
Bloomberg подтвердил, что аннексия Россией захваченных Донецкой, Луганской, Херсонской и Запорожской областей запланирована на сентябрь. На оккупированной Россией части Харьковской области начали выплачивать пенсии в рублях. Корреспондент Washington Post сообщил о зарплатах, которые предлагают российским учителям, согласным работать на оккупированных территориях — 190 тысяч рублей, почти в 5 раз больше официальной средней зарплаты учителя по стране.
Российский государственный «Газпром» возобновил подачу газа по «Северному потоку» на уровне до остановки — 40 % от максимальной мощности. Нацбанк Украины провёл девальвацию гривны на 25 %, чтобы покрыть дефицит бюджета и поддержать устойчивость экономики. Минюст России обратился в Басманный суд с иском о ликвидации российского офиса Еврейского агентства для Израиля («Сохнут»), которое занимается помощью в репатриации людей с еврейскими корнями.

### 22 июля
Минобороны Великобритании отметило, что российские военные использовали для ударов по инфраструктуре в Николаевской области зенитные ракеты, которые из-за небольших боеголовок имеют невысокую эффективность против укреплённых позиций. По оценке ведомства, использование зенитных ракеты связано с острой нехваткой специализированных боеприпасов для поражения наземных целей. Замглавы Херсонского облсовета сообщил, что из-за невозможности оперативно отремонтировать повреждённый Антоновский мост оккупационные власти пытаются оборудовать понтонную переправу через Днепр.
Офис генпрокурора Украины озвучил предварительные данные о гибели 358 детей с начала вторжения и ранении 683. BBC на основе открытых данных установил личности почти 5000 российских военных, погибших на Украине, и отметил рост потерь среди старших офицеров в предшествующие недели.

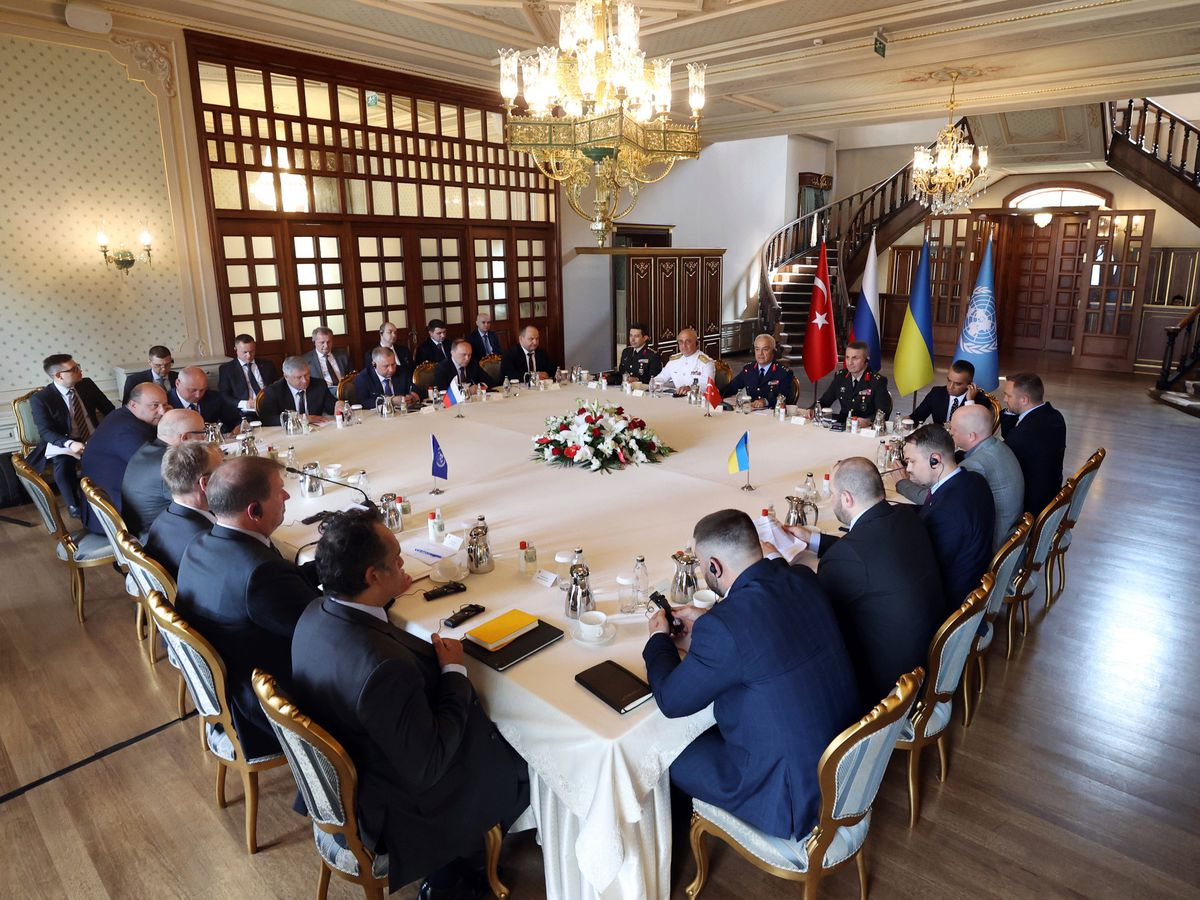
Участники переговоров по экспорту зерна

В Стамбуле были подписаны соглашения об экспорте украинского зерна: первый документ подписали Украина, Турция и ООН, второй — Россия, Турция и ООН. Документы сформулировали формат ввоза и вывоза продовольствия и удобрений по безопасным фарватерам через порты «Одесса», «Черноморск» и «Южный». Координационный центр в Стамбуле будет проверять корабли, чтобы исключить их использование для поставок оружия или боеприпасов на Украину.
Власти ДНР освободили 31 из 32 украинских волонтёров, которые доставляли гуманитарную помощь в Мариуполь и помогали жителям эвакуироваться. Российские военные захватили их в марте и более 100 дней удерживали в тюрьме для украинцев в бывшей исправительной колонии № 120 в Еленовке. Тюрьма была переполнена (при 100 местах в камерах содержали до 800 человек), пленных держали в голоде и с ограниченным доступом к питьевой воде, без медикаментов, без гигиенических принадлежностей для женщин, среди которых были беременные. По словам волонтёров, военные вымогали у пленных технику и стройматериалы.
Deutsche Welle со ссылкой на Südwestrundfunk сообщил об опасениях Европола касательно возможного вывоза поставленного западными странами оружия из Украины. Организация сообщил о нескольких выявленных случаях контрабанды оружия и продукции двойного назначения и обнаружении нескольких тайников для хранения таких грузов. Украинская сторона серьёзно отнеслась к информации и запросила предметный разговор с представителями европейской полицейской организации. Украинские власти также отметили, что публикации о контрабанде оружия появились одновременно с централизованной российской кампанией по дискредитации поставок оружия на Украину, в которой принял участие даже глава МИД РФ Сергей Лавров.

### 23 июля
Минобороны Великобритании отметило продолжение украинского наступления на российские позиции в Херсонской области, Институт изучения войны указал на подготовку контрнаступления на Херсон. Движение украинских сил сопровождалось ударами по линиям снабжения российских войск, находящихся к западу от Днепра — в том числе по критически важным Антоновскому мосту через Днепр и Дарьевскому мосту через Ингулец.
Российские ракетные удары были нанесены по военному аэродрому «Канатово» и железнодорожной инфраструктуре в Кировоградской области. По данным украинских властей, в результате удара погиб один украинский военнослужащий и девять военных получили ранения, также погибли двое охранников электроподстанции.
На следующий день после подписания соглашения о безопасном экспорте украинского зерна Россия нанесла ракетами «Калибр» удар по Одесскому морскому торговому порту. Две ракеты были перехвачены, две упали на территории порта. ООН, ЕС и США осудили атаку, власти Украины её сочли «плевком Путина в лицо генсеку ООН и президенту Турции». Российские власти солгали турецким дипломатам, что не имеют отношения к удару, но уже на следующий день признали атаку. Минобороны России заявило об уничтожении украинского военного корабля и склада противокорабельных ракет «Гарпун», украинские власти утверждали, что от удара пострадала только насосная станция на территории порта.
Российские войска также обстреляли Сумскую, Черниговскую и Днепропетровскую области, Николаев (снаряд попал в жилой дом, под завалами оказались люди), Харьков. По населённым пунктам Донецкой области было нанесено 20 ударов — работали артиллерия, ЗРК, РСЗО, миномёты и авиация.
Human Rights Watch рассказала о пытках и похищениях и пытках политических активистов и участников протестов, журналистов и местных чиновников на оккупированном юге Украины. С начала войны были повреждены или уничтожены 129 объектов культурного наследия, среди них 22 памятника национального значения. В числе прочих утраченных объектов — мозаики художницы Аллы Горской в Мариуполе.

### 24 июля
Продолжились обстрелы украинских городов. Пострадали Николаев, населённые пункты Донецкой области (разрушены 2 школы, детский сад, частные дома), Хмельницкой области. По заявлениям украинских военных, в ответ на обстрелы Николаева они уничтожили батарею С-300 в районе Зеленотропинского, Херсонская область. Мэр Мелитополя опубликовал фотографии железнодорожных путей, разрушенных ночной атакой ВСУ — они использовались для переброски техники и личного состава ВС РФ в направлении Токмака и Васильевки.
Оккупационная администрация Запорожской области заявили о желании разместить российские военные базы на своей территории. Законный глава Запорожской области заявил о похищении 415 местных жителей с начала войны и удержании 170 из них российскими военными в заложниках. Администрация морских портов Украины сообщила о начале формирования зерновых караванов.
Госсекретарь США Энтони Блинкен подчеркнул, что обстреляв порт Одессы, Россия прямо нарушила свои обязательства в рамках соглашения об экспорте украинского зерна. США расширили планы поставок Украине до 30 систем HIMARS и MLRS. Российское представительство агентства «Сохнут» приняло решение о переносе офиса в Израиль и переходе на дистанционную работу с репатриантами.
Польша, которая граничит на востоке с Россией и Беларусью, сообщила о планах создать самую крупную сухопутную армию в Европе. Посредством краудфандинга поляки собрали средства на покупку БПЛА Bayraktar TB2 для нужд ВСУ. В сборе приняли участие более 200 тысяч человек.
Проект «ОВД-Инфо» опубликовал статистику преследования противников войны в России. За 150 дней войны было проведено не менее 16380 задержаний, 194 человека стали фигурантами уголовных дел, было заведено 3303 административных дела за публикации и высказывания о войне. Под блокировку попали 5500 изданий и сайтов, не менее 26 СМИ прекратили работу. В реестр иноагентов было внесено 66 новых записей, 10 организаций были признаны нежелательными в России.

### 25 июля
Conflict Intelligence Team сообщили о вероятной концентрации российских сил на Славянском направлении и предположили три варианта развития событий: наступление на Славянск, наступление на Барвенково или попытку перерезать трассу между ними. Институт изучения войны предположил, что российские войска взяли под контроль село Берестовое к востоку от Бахмута. Минобороны Украины объявило об уничтожении 50 российских военных складов с помощью систем HIMARS. Глава Луганской области заявил, что в ходе ночного удара по командному пункту ВС РФ в здании гостиницы в городе Хрустальный были убиты около 100 российских военных. Власти ДНР сообщили о боях на территории Углегорской ТЭС.

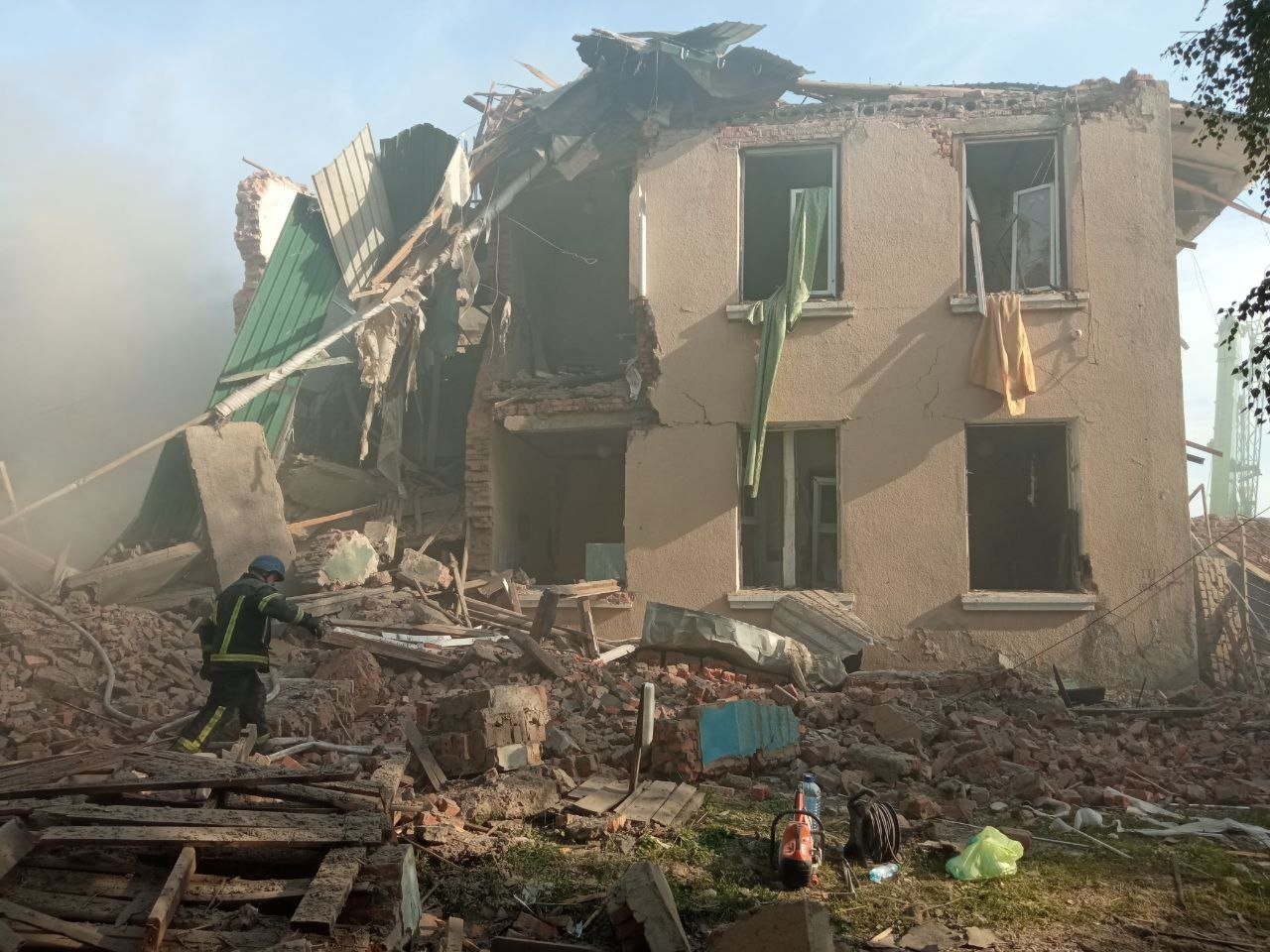
Дом культуры в Чугуеве после обстрела

Продолжились обстрелы населённых пунктов Украины. В Днепропетровской области были повреждены частные дома в Никопольском районе и сельхозпредприятие в Днепровском районе. В пригороде Харькова разрушены школа и дом культуры. Местные власти заявили об ударе по школе в Константиновке, Минобороны РФ — о поражении пункта дислокации бригады ВСУ и «иностранных наёмников».
The New York Times выпустил материал об операции «Воздушный коридор», в ходе которой украинский спецназ с помощью вертолётов доставлял на осаждённую «Азовсталь» оружие, боеприпасы, системы спутникового интернета и добровольцев и вывозил тяжелораненных бойцов — всего удалось спасти 85 человек. Доставленное защитникам «Азовстали» спутниковое оборудование помогло им вести трансляции и рассказывать внешнему миру о происходящем в Мариуполе.
BBC сообщил, что до конца августа Словакия может передать Украине 11 модернизированных МиГ-29. На Украину прибыли первые 3 немецких ЗСУ Gepard из запланированных 15. Европейский инвестиционный банк одобрил 1,59 млрд евро поддержки для восстановления и развития инфраструктуры Украины (1 млрд мз этой суммы страна получит сразу). Минюст РФ продолжил давление на еврейские организации в России — сразу несколько получили угрозы включения в список иноагентов с дальнейшей ликвидацией из-за зарубежного финансирования.
USAID сообщил о разработке альтернативного плана экспорта украинского зерна с использованием автомобильного, ж/д и речного транспорта, отправки барж и модернизацией железнодорожных систем. «Газпром» вновь анонсировал сокращение поставок газа в Европу по «Северному потоку — 1» с 27 июля под предлогом необходимости капитального ремонта ещё одной турбины на КС «Портовая».
Глава Следственного комитета России Александр Бастрыкин заявил о предъявлении 92 украинским военным обвинений в преступлениях против человечности и предложил создать для рассмотрения дела международный трибунал с участием Боливии, Ирана и Сирии. Также Бастрыкин заявил о 1300 уголовных делах в отношении украинских военных и гражданских лиц, включая сотрудников Министерства здравоохранения Украины, которых Россия бездоказательно обвиняет в разработке оружия массового поражения.
ФСБ России заявила о срыве попытки вербовки российских лётчиков, которые должны были в ходе вылетов посадить боевые самолёты на контролируемые ВСУ аэродромы в обмен на денежное вознаграждение и гарантии получения гражданства в стране ЕС. Ведомство утверждало, что в операции принял участие журналист-расследователь Христо Грозев (по мнению ФСБ, агент британской разведки). Как сообщили в ФСБ, российской стороне удалось получить сведения, которые позволили нанести удары по ряду объектов ВСУ.
Грозев подтвердил, что группа бывших украинских разведчиков пыталась завербовать пилотов ВВС РФ, а Bellingcat был допущен к операции, но только в рамках съёмок фильма-расследования. По его словам, когда украинцы поняли, что пилоты общаются с ними под контролем ФСБ, операция превратилась в «двойную игру», в которой каждая из сторон пыталась выведать у другой максимум информации и передать дезинформацию. По его словам, в ходе попытки пресечь вербовку лётчиков ФСБ непреднамеренно раскрыла личности десятков офицеров контрразведки, их агентов под прикрытием и методы работы.

### 26 июля
Появились подтверждения установления контроля пророссийских сил над Углегорской ТЭС — крупнейшей тепловой электростанцией Украины, к расположенной к юго-востоку от Бахмута. Власти ДНР заявили об украинском обстреле и пожаре на нефтебазе в Буденновском районе Донецка, украинские власти — об обстрелах Одесской и Николаевской областей.
The New York Times отметил, что в ходе контрнаступления в Херсонской области ВСУ освободили 44 населённых пункта вдоль границ региона — около 15 % его территории. CNN со ссылкой на сообщения официальных лиц Украины и открытые источники сообщил о переброске российских сил через Крым и Херсон для обороны позиций на юге страны. По информации представительства Президента Украины в Крыму, ежедневно в сторону Джанкоя проходят около 50 вагонов с эшелонами военной техники, также бронированные колонны замечены в районе Керченского моста и на административной границе с оккупированным Крымом.
Германия передала Украине 3 РСЗО MARS-II, 3 САУ PzH 2000, системы ПВО IRIS-T и 3 бронированные ремонтно-эвакуационные машины.
Исследователи из Йельской школы менеджмента в статье в Fortune отметили, что газовая война наносит России существенно больший вред, чем странам Европы, учитывая зависимость страны от нефтегазовых доходов. По их оценке, за попытками шантажа стран Европы ограничениями поставок газа стоит не экономическое рацио, а только стремление рассорить страны ЕС и повернуть электорат против их демократически избранного руководства.

### 27 июля
Ранним утром российские войска атаковали промзону Харькова с помощью ЗРК С-300. Из-за боёв была обесточена Верхнекальмиусская фильтровальная станция, без воды остались Донецк, Ясиноватая и Макеевка.

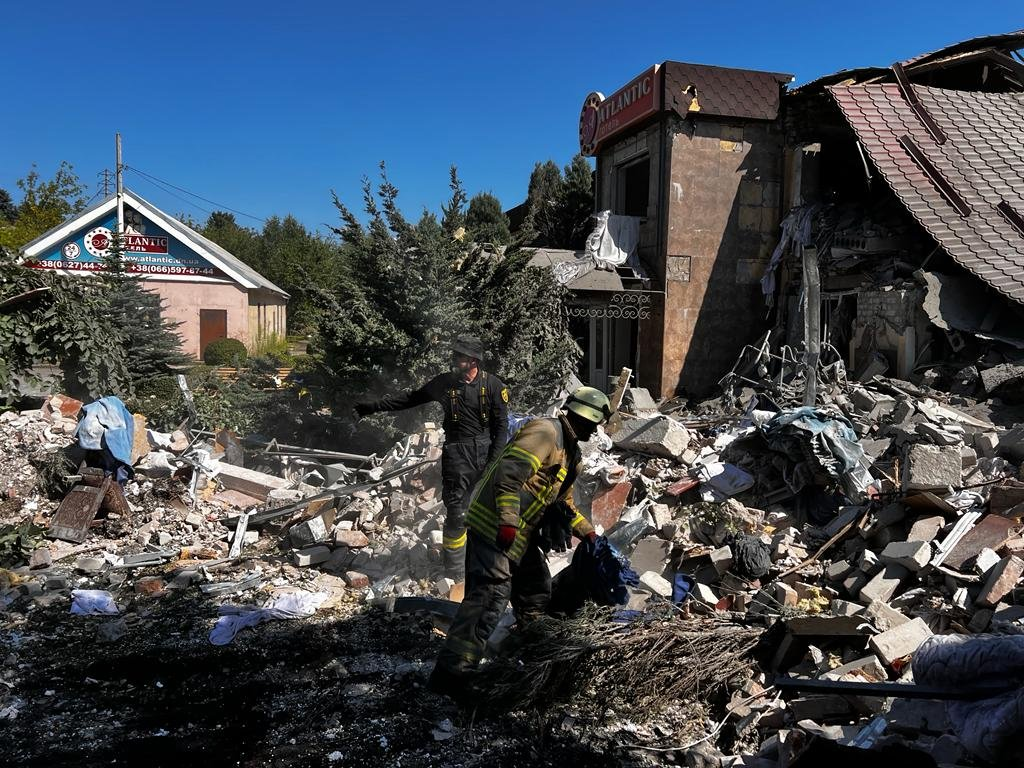
Обстрелянная гостиница в Бахмуте

Российские военные ограниченно продвинулись в ходе атак к востоку от Бахмута. Отряды ЧВК «Вагнер» предположительно достигли села Клиновое в 12 км от города, ВС РФ — установили контроль над соседним селом Покровское. Власти Украины подтвердили отступление из Новолуганского (20 км к югу от Бахмута). Также в ЛНР заявили о захвате Углегорской ТЭС.
ВСУ нанесли третий удар из систем HIMARS по критически важному для российских операций Антоновскому мосту и повредили дорожное полотно. Оккупационные власти закрыли мост для движения. Ещё две ракеты попали в Антоновский железнодорожный мост. Вопреки заявлениям российской стороны, системы ПВО не сработали до удара. Таким образом, были атакованы 2 из 3 переправ через Днепр в Херсонской области, имеющие критическое значение для снабжения российских войск в регионе.
Власти Германии одобрили продажу Украине 100 гаубиц Panzerhaubitze 2000 на сумму 1,7 миллиарда евро. Генерал-майор ВСУ Дмитрий Марченко, который до апреля руководил обороной Николаева, вернулся в Николаевскую область для укрепления взаимодействия ВСУ и партизанских отрядов в Николаевской и Херсонской областях.

### 28 июля

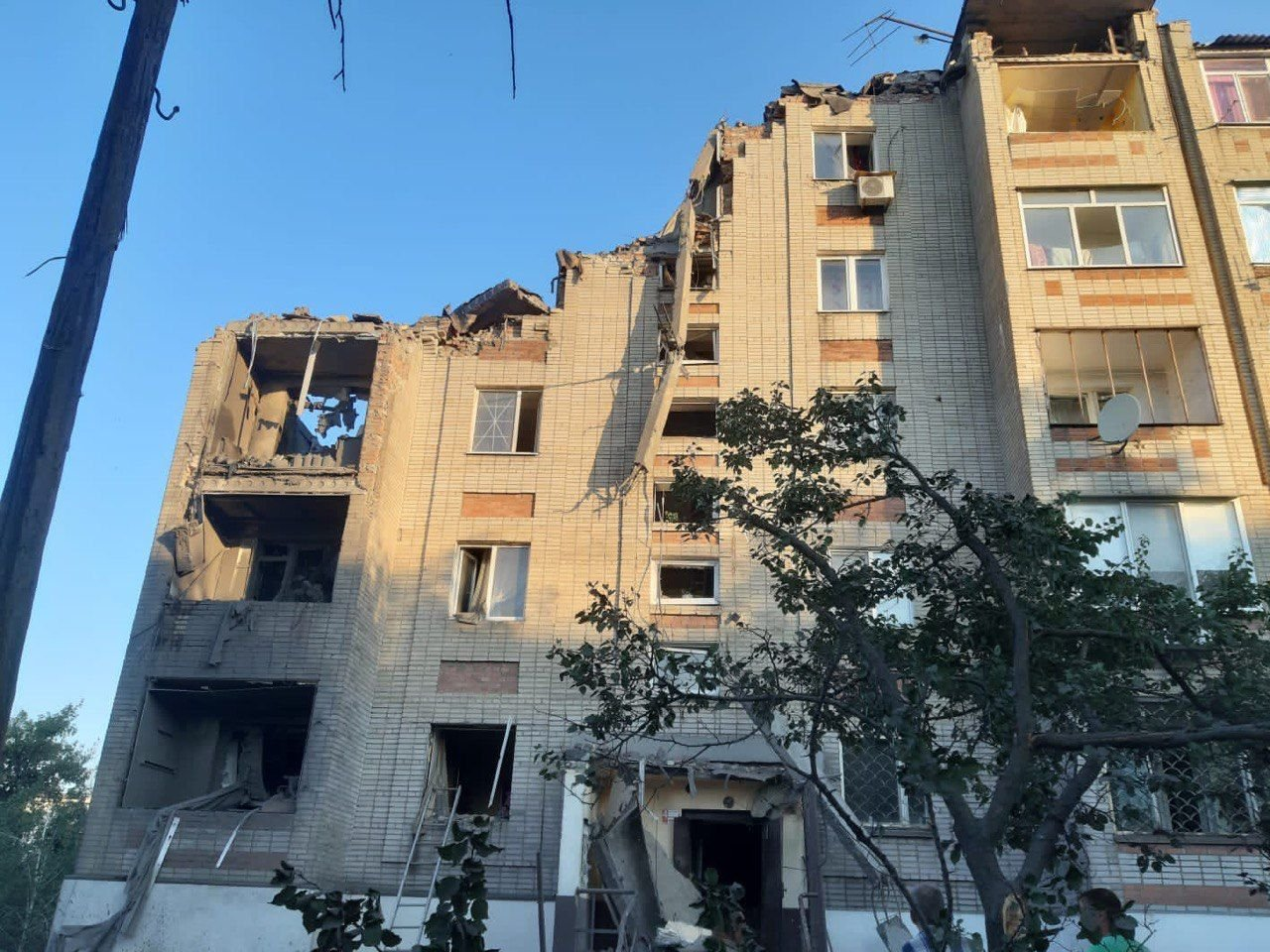
Дом в Торецке после обстрела

Зафиксированы небольшие продвижения российских сил в направлении Бахмута. Институт по изучению войны предполагает, что взятие Бахмута становится приоритетной целью в сравнении с Северском. Также усилена активность российских сил в районе Авдеевки в попытках снизить обстрелы Донецка украинскими войсками. В Херсонской области, по мнению аналитиков ISW, российская армия, скорее всего, продолжает терять территории. Взамен повреждённого Антоновского моста устроена паромная переправа через Днепр.
Ранним утром российские войска нанесли ракетный удар по базе ВСУ в селе Лютеж Киевской области. По данным властей Украины, в результате удара одно здание было разрушено, ещё двум зданиям были нанесены повреждения. Также ВСУ понесли потери в результате обстрела посёлка Гончаровское Черниговской области.
В интернете распространились видео, на которых российский военнослужащий кастрирует и казнит украинского пленного. Предположительно видео снято в Северодонецке. Видео было названо очередным доказательством военных преступлений ВС РФ.
Российский ракетный удар по Кропивницкому (Кировоградская область Украины). Под ударом были ангары лётной академии Национального авиационного университета. По словам местных властей, погибли 5 человек (в том числе один военный) и ранены 25 (12 военнослужащих и 13 гражданских), повреждены самолёты.

### 29 июля
Ночью произошёл взрыв в исправительной колонии в Еленовке Донецкой области, в которой на тот момент содержались украинские военнопленные. Стороны обвинили друг друга в обстреле; по оценке ISW, ответственность за убийство военнопленных несут российские войска, а версия об ударе по колонии со стороны Украины не подтверждается никакими доказательствами.

### 30 июля
Украинские войска были выведены из села Семигорье Донецкой области.
Посольство России в Великобритании в своём официальном аккаунте Твиттер заявило, что пленные военнослужащие полка «Азов» заслуживают «унизительной смерти», призвав к казни военнопленных через повешение. Соцсеть не стала удалять сообщение, сделав пометку, что текст разжигает ненависть, однако доступ к нему важен в интересах общественности.
Министерство обороны России заявило, что 28 июля на станции Красноармейск уничтожен эшелон, перевозивший батальон президента Украины. В сообщении говорится, что было уничтожено более 140 солдат и ещё 250 были ранены.

### 31 июля
В штабе Черноморского флота в Севастополе произошел взрыв, ранены шесть человек. Взрывное устройство, по словам местных властей, доставил беспилотник. В городе объявили «желтый» уровень террористической угрозы, праздничные мероприятия в честь дня ВМФ отменены.

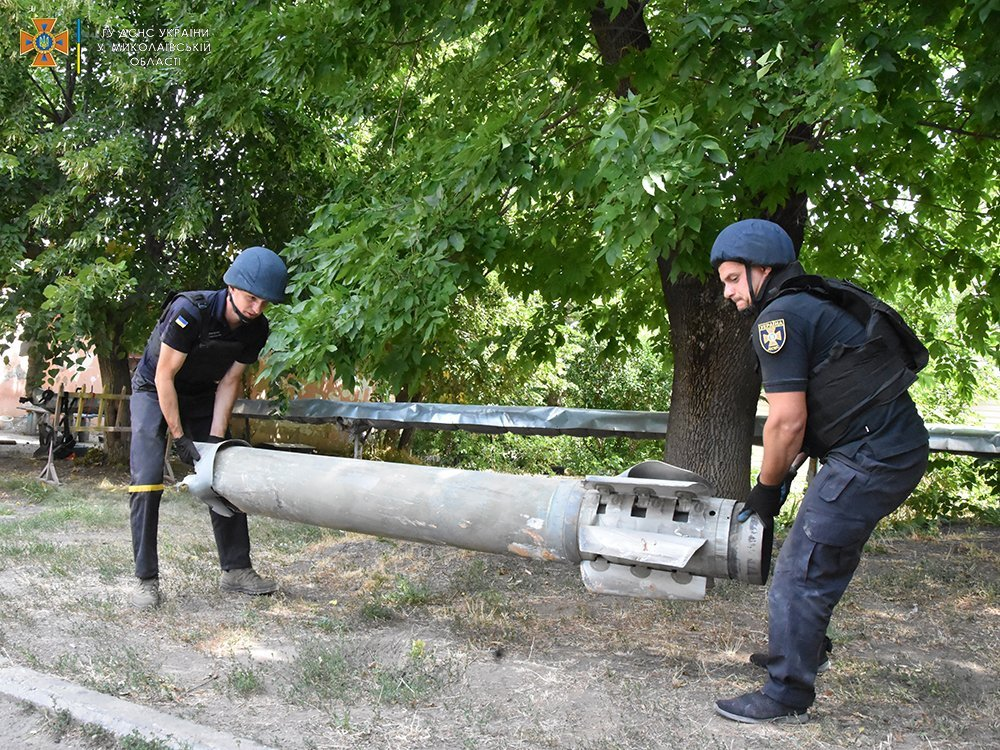
Остатки ракеты после обстрела Николаева

В Николаеве в результате обстрела погиб глава сельскохозяйственного предприятия «Нибулон», Герой Украины Алексей Вадатурский.
В Донецке на улицах обнаружены противопехотные мины-«лепестки». Местные власти заявили, что их сбросили ВСУ, украинская сторона пока это официально не комментирует. На следующий день Россия[кто?] направила Генеральному секретарю ООН Антониу Гутеррешу заявление о том, что украинские вооружённые силы используют лепестковые мины, которые Украина из-за взятых на себя по Оттавскому договору обязательств использовать не вправе.
Минобороны РФ заявило, что российская сторона пригласила экспертов ООН и МККК принять участие в расследовании гибели военнопленных в Еленовке. В МККК заявили, что не получали извещений о приглашении к расследованию от российской стороны, а сотрудников организации накануне не пустили в Еленовку.